# Centro di Marino
Il centro di Marino corrisponde al territorio della (ormai abolita) prima circoscrizione di decentramento comunale dell'omonimo comune di Marino, in provincia di Roma, nell'area dei Castelli Romani, nel Lazio.
Il centro storico, che dal 1835 si fregia del titolo di Città, è capoluogo dell'omonimo comune, che include le frazioni amministrative di Santa Maria delle Mole - Cava dei Selci (seconda circoscrizione) e Frattocchie - Due Santi - Fontana Sala - Castelluccia (terza circoscrizione).
Il centro storico di Marino è uno dei più antichi dei Castelli Romani, e secondo alcuni studiosi uno dei più rappresentativi centri storici medioevali del Lazio.

## Storia

### Età antica

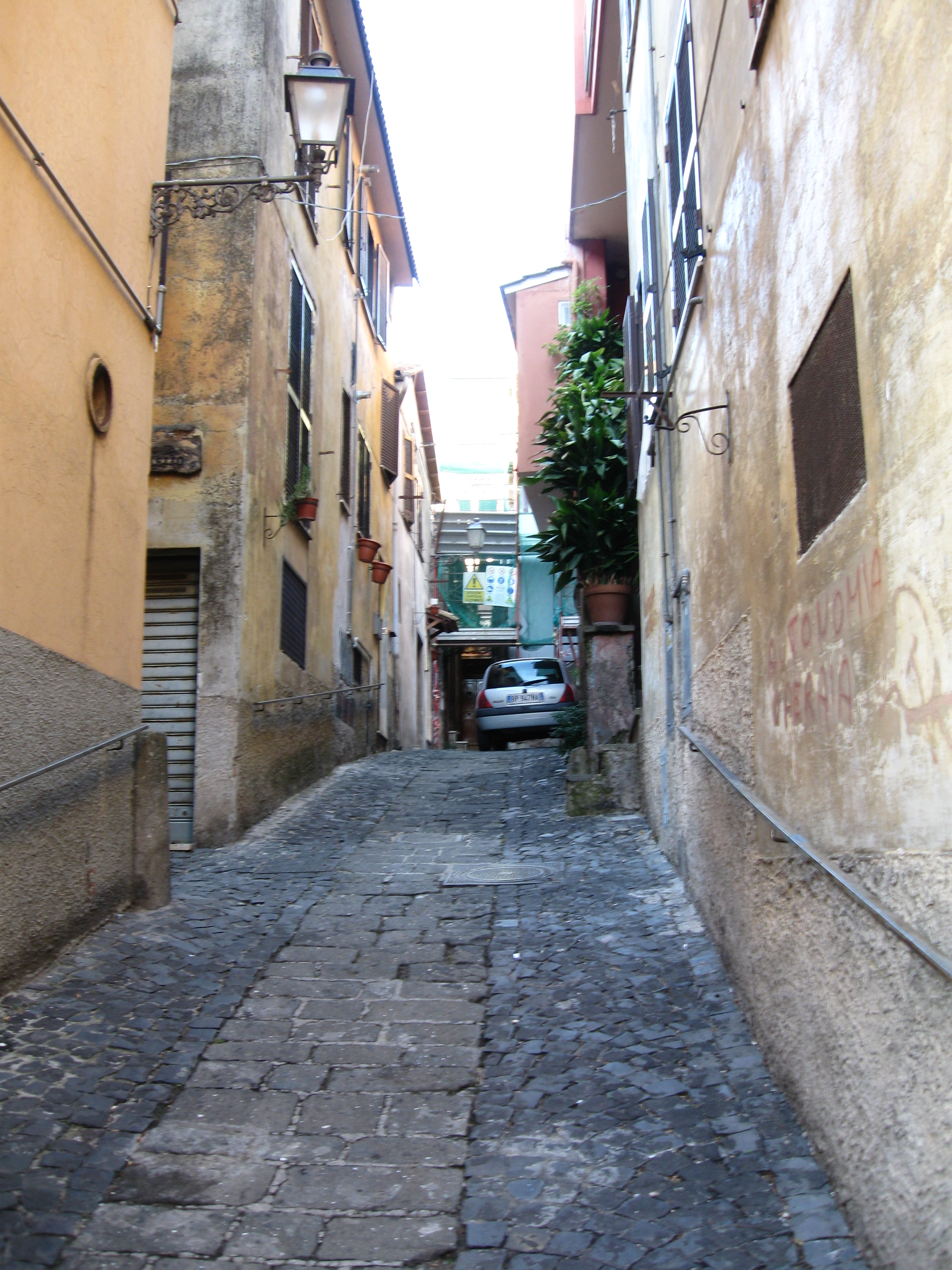
Un vicolo del rione Castelletto.

Il centro storico di Marino sorge in un'area abitata almeno fin dal I millennio a.C. Infatti, presso le località Riserva del Truglio e Costa Caselle, ai margini del territorio comunale verso Grottaferrata e Rocca di Papa, sono state rinvenute alcune sepolture appartenenti ad una necropoli datata intorno al periodo laziale III (770 a.C.-730 a.C.). Altre necropoli risalenti al periodo pre-romano furono rinvenute nel territorio della prima circoscrizione nei primi decenni del Novecento, nelle località Campofattore, Monte Crescenzo e Pascolari di Castel Gandolfo: alcuni reperti vista la loro importanza furono spediti al Museo Nazionale Preistorico Etnografico "Luigi Pigorini" di Roma, dove ancora oggi è conservata un'urna cineraria a capanna proveniente dalla necropoli di Campofattore.
Alcuni archeologi e storici hanno sostenuto che presso il Barco Colonna, ai piedi del centro storico, sarebbe sorto un tempo il Caput Aquae Ferentinum con il Locus Ferentinus, ovvero il luogo in cui si radunavano i delegati della Lega Latina nelle giornate dei Prisci Latini, situato presso la leggendaria capitale di Alba Longa. Solo recentemente è stata proposta l'ubicazione del Locus Ferentinus presso la frazione Cecchina di Albano Laziale.
In età repubblicana, nel territorio della prima circoscrizione di Marino sorse la colonia romana — poi municipium — di Castrimoenium, come confermano Gaio Plinio Secondo nella Naturalis Historia e Sesto Giulio Frontino, nel De Coloniis. L'esistenza di Castrimoenium è comprovata da numerose iscrizioni e lapidi rinvenute in tutto il territorio della prima circoscrizione di Marino, il che porterebbe ad escludere la coincidenza di Castrimoenium con i Castra Albana fondati attorno al 183 da Settimio Severo in luogo dell'odierna città di Albano Laziale, coincidenza ipotizzata da alcuni storici. La controversia archeologica verte dunque sull'ubicazione del castrum in questione presso la località Castel de' Paolis -ai confini comunali con Grottaferrata e Ciampino- o presso il pieno centro storico di Marino, nel rione Castelletto. Entrambi i toponimi hanno a che fare con il toponimo antico, ed in entrambi i luoghi sono stati effettuati abbondanti ritrovamenti di materiali romani: tuttavia mentre per Castel de' Paolis si crede che i resti romani appartengano ad una villa suburbana di età imperiale di proprietà della famiglia patrizia degli Scriboni-Libones, per il Castelletto è più plausibile che vi sorgesse un abitato di origine militare come Castrimoenium, visto che buona parte degli attuali vicoli del rione mantengono la caratteristica ortogonalità dei castra romani.

### Medioevo

#### Dall'alto Medioevo alla fine del Trecento

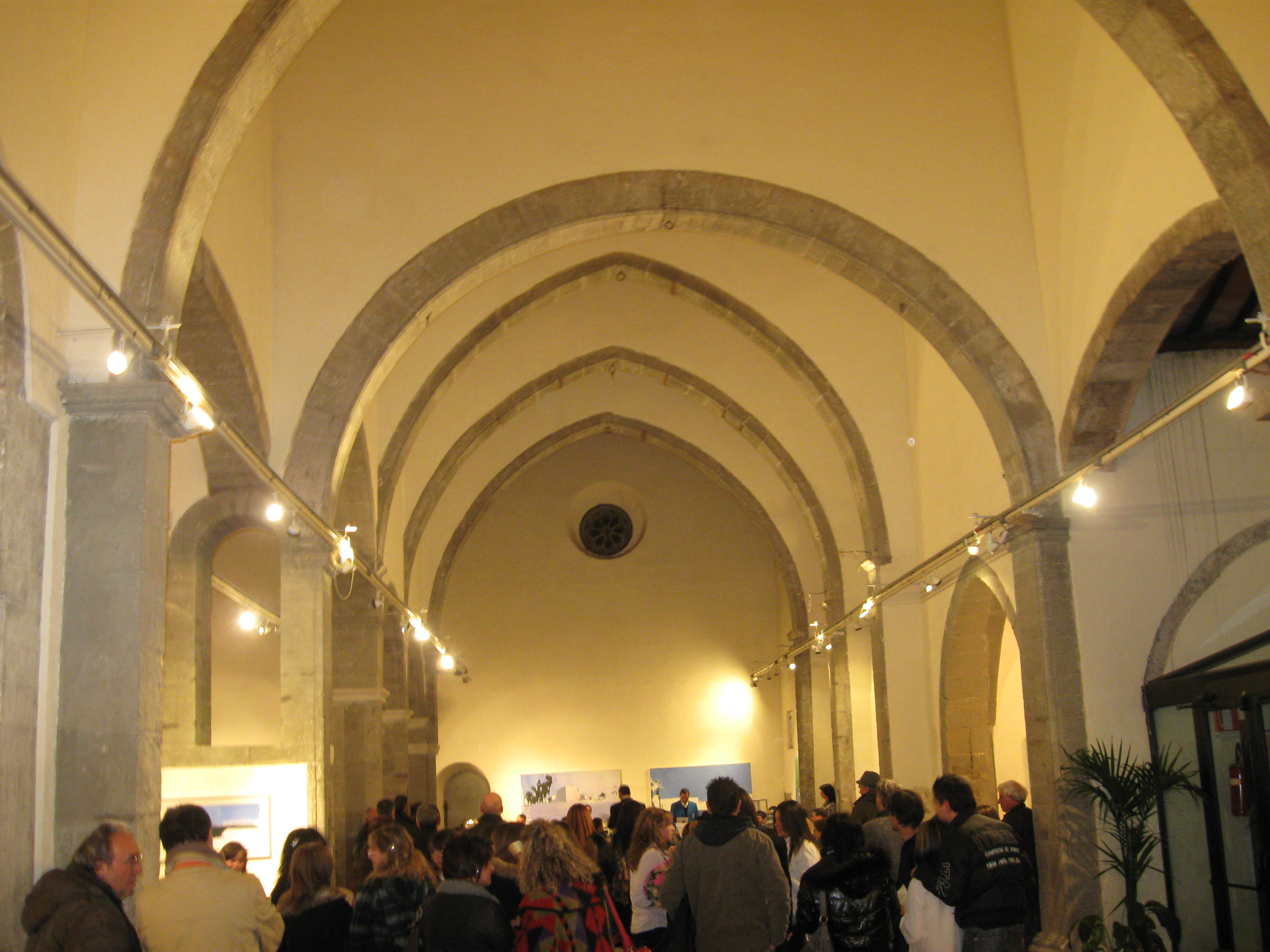
La navata centrale dell'ex-chiesa di Santa Lucia, oggi Museo civico Umberto Mastroianni.

Dopo la caduta dell'Impero romano d'Occidente, in luogo di Castrimoenium nacque Marino: la prima citazione del castello risale al 1114, volendo non considerare attendibili le menzioni fatte nel "Liber Pontificalis" al tempo di papa Silvestro I (314-335) e nel Chronicon Sublacense del 1090.
Marino, inclusa attorno all'VIII ed al IX secolo nell'ambito dei patrimonia ecclesiastici nell'ambito della Massa Marulis, il cui centro è stato localizzato al XII miglio della via Anagnina, diventò ben presto un feudo della potente famiglia baronale romana dei Conti di Tuscolo, i quali nel XII secolo persero il feudo in favore dei Frangipane. Il ramo cosiddetto "del Settizonio" di questa famiglia (di cui fece parte l'amica e protettrice di san Francesco d'Assisi Giacoma de Settesoli) si estinse nel 1266, e Marino venne acquisito dagli Orsini, che ne mantennero stabilmente il possesso fino al 1379.
Nel frattempo, il castello fu teatro di numerosi fatti d'arme: nel 1267 il "senator" romano Arrigo di Castiglia, agguerrito ghibellino, assediò il guelfo Rainaldo Orsini a Marino senza riuscire ad espugnare il castello; nel novembre 1347 il tribuno romano Cola di Rienzo, nel tentativo di debellare i riottosi baroni romani, assedia nuovamente Marino dove si difendono Giordano e Rainaldo Orsini: non riuscendo ad espugnare il castello, ripiegò sul piccolo castello di Castelluccia radendolo al suolo e devastando le campagne marinesi; infine, durante lo Scisma d'Occidente gli eserciti di papa Urbano VI e dell'antipapa Clemente VII si affrontarono nella battaglia di Marino (29 aprile 1379), e la vittoria arrise alle milizie italiane di Urbano VI comandante dal capitano di ventura Alberico da Barbiano.

#### Dalla fine del Trecento al Cinquecento

Una delle tre torri rotonde della Rocca Frangipane in piazza Giacomo Matteotti dopo il bombardamento aereo anglo-americano del 2 febbraio 1944.

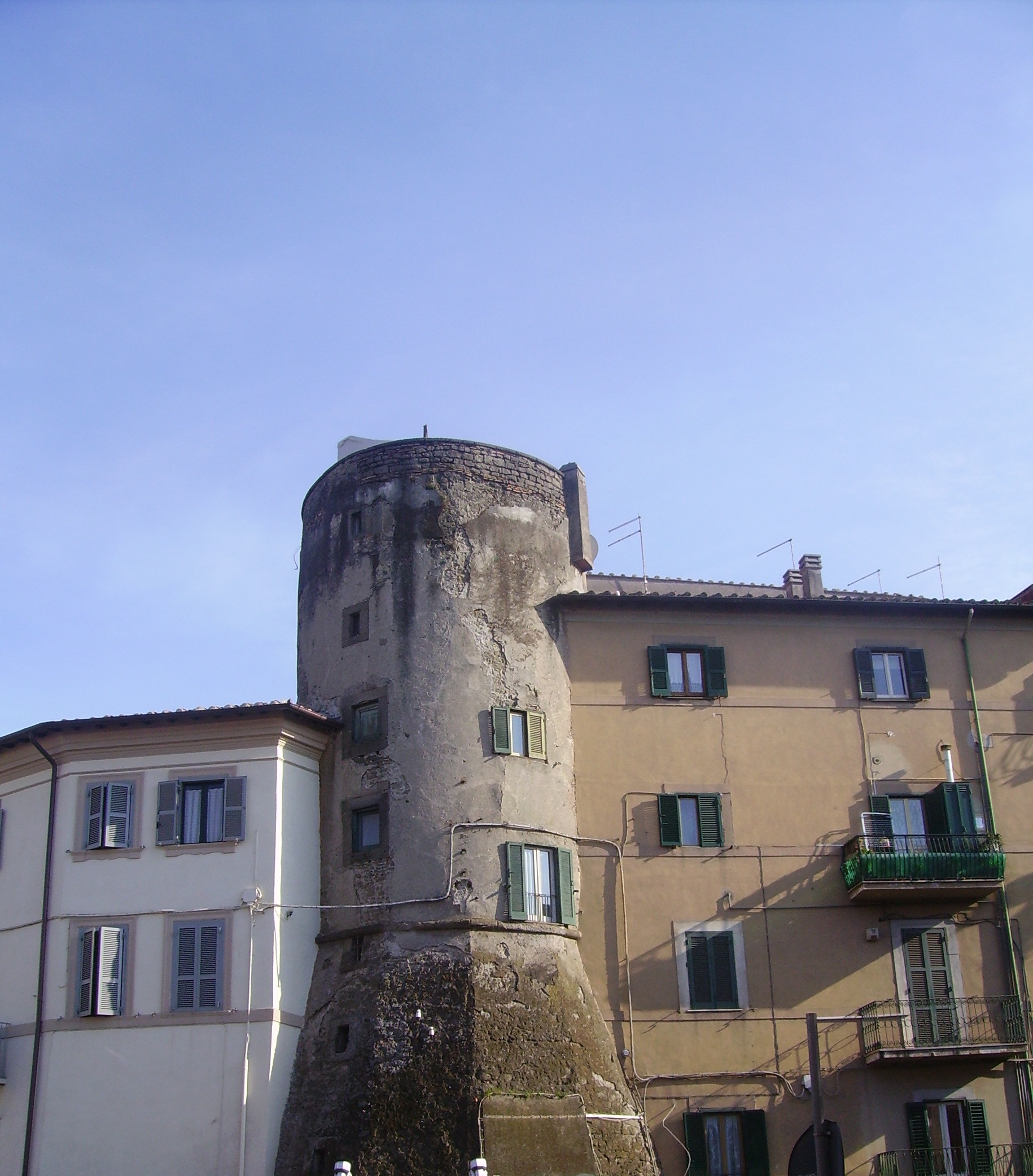
Un'altra delle tre torri rotonde in piazza Giacomo Matteotti.

Tutto il periodo dello Scisma d'Occidente (1378-1417) fu travagliatissimo per il castello di Marino, ed in generale per tutti i feudi del Lazio, a causa di un'anarchia generalizzata alimentata dalla debolezza del papa e dallo strapotere dei baroni romani. Se nel 1379 Giacomo Orsini aveva scacciato suo padre Giordano dal feudo marinese, nel 1385 il nipote di questi, Onorato Caetani, nominato erede universale dallo zio, scacciò il cugino da Marino manu militari. Sennonché papa Bonifacio IX indisse addirittura una crociata contro i Caetani, per cui nel 1399 Onorato abbandonò Marino che venne annessa ai beni della Camera Apostolica ed assegnata in castellanìa in favore di tali Pietro e Marino Passerelli: i quali nel 1404 si ribellarono al potere ecclesiastico salvo essere immediatamente schiacciati in pochi mesi. Ma ecco che nel 1405 Marino venne occupato di nuovo da Giacomo Orsini, la cui sovranità non durò oltre il 1408, quando Ladislao I di Napoli, invadendo lo Stato Pontificio, occupò il castello e lo annesse ai beni della corona napoletana, prima di concederlo ai suoi alleati Giordano e Niccolò Colonna. Andati via i napoletani, Marino tornerà sotto la potestà della Camera Apostolica fino al 1413, anno in cui Giacomo Orsini provò ancora una volta ad occupare il castello, schierandosi con una nuova invasione napoletana, al termine della quale tuttavia il feudo marinese tornerà ai Caetani che lo manterranno fino al 1417, quando Cristoforo Caetani lo cedette per 12.000 fiorini a Giordano e Lorenzo Colonna. Iniziò così il dominio dei Colonna, durato ininterrottamente fino al 1789 ed ufficialmente fino al 1816.
Sotto il dominio della famiglia Colonna Marino si trovò di nuovo al centro di alcuni eventi militari importanti. Nel 1434, durante la guerra tra papa Eugenio IV ed i baroni romani, il comandante pontificio Orso Orsini si spinse fin sotto le mura di Marino senza assaltarle; da un assalto si astenne anche il cardinale arcivescovo di Firenze Giovanni Maria Vitelleschi nel maggio 1436, mentre furono rasi al suolo i feudi dei Savelli più vicini come Borghetto di Grottaferrata, Castel Gandolfo, Albano Laziale e Castel Savello. Marino venne occupato militarmente dall'esercito napoletano comandato dal duca di Calabria Alfonso d'Aragona nell'estate 1482, durante la guerra tra papa Sisto IV e Ferrante d'Aragona: i Colonna infatti si erano alleati con i napoletani contro il papa, salvo poi essere scaricati dagli stessi. Dopo la sconfitta napoletana nella battaglia di Campomorto (21 agosto 1482) l'esercito pontificio occupò Marino che venne incamerato dalla Camera Apostolica, per essere graziosamente restituito da Sisto IV ai Colonna nell'inverno 1483, a condizione che i Colonna cedessero agli Orsini i feudi abruzzesi di Albe e Celano: condizione fermamente respinta dai Colonna, per cui iniziò una nuova feroce guerra che terminò con un nulla di fatto nel gennaio 1485. Nello stesso anno scoppiò una nuova guerra tra papa Innocenzo VIII e Ferrante d'Aragona, durante la quale, l'11 luglio 1485, il comandante napoletano Paolo Orsini si schierò per due ore in ordine di battaglia davanti alle mura di Marino senza però assaltare il castello.
Durante il pontificato di papa Alessandro VI (1492-1503) la politica spregiudicata di questo papa portò gravi rovine in tutta Italia: se Marino, diventato ormai uno dei capisaldi dei Colonna nell'Agro Romano, riuscì a salvarsi dalla prima invasione francese di Carlo VIII di Francia nel 1494, non altrettanto sarà durante la seconda invasione francese voluta da Luigi XII di Francia nel 1501: nel novembre di quell'anno infatti Alessandro VI decretò la distruzione del castello assieme ad altri feudi colonnesi nel Lazio, operazione eseguita dall'esercito del maresciallo di Francia Robert Stuart d'Aubigny.

### Il Cinquecento

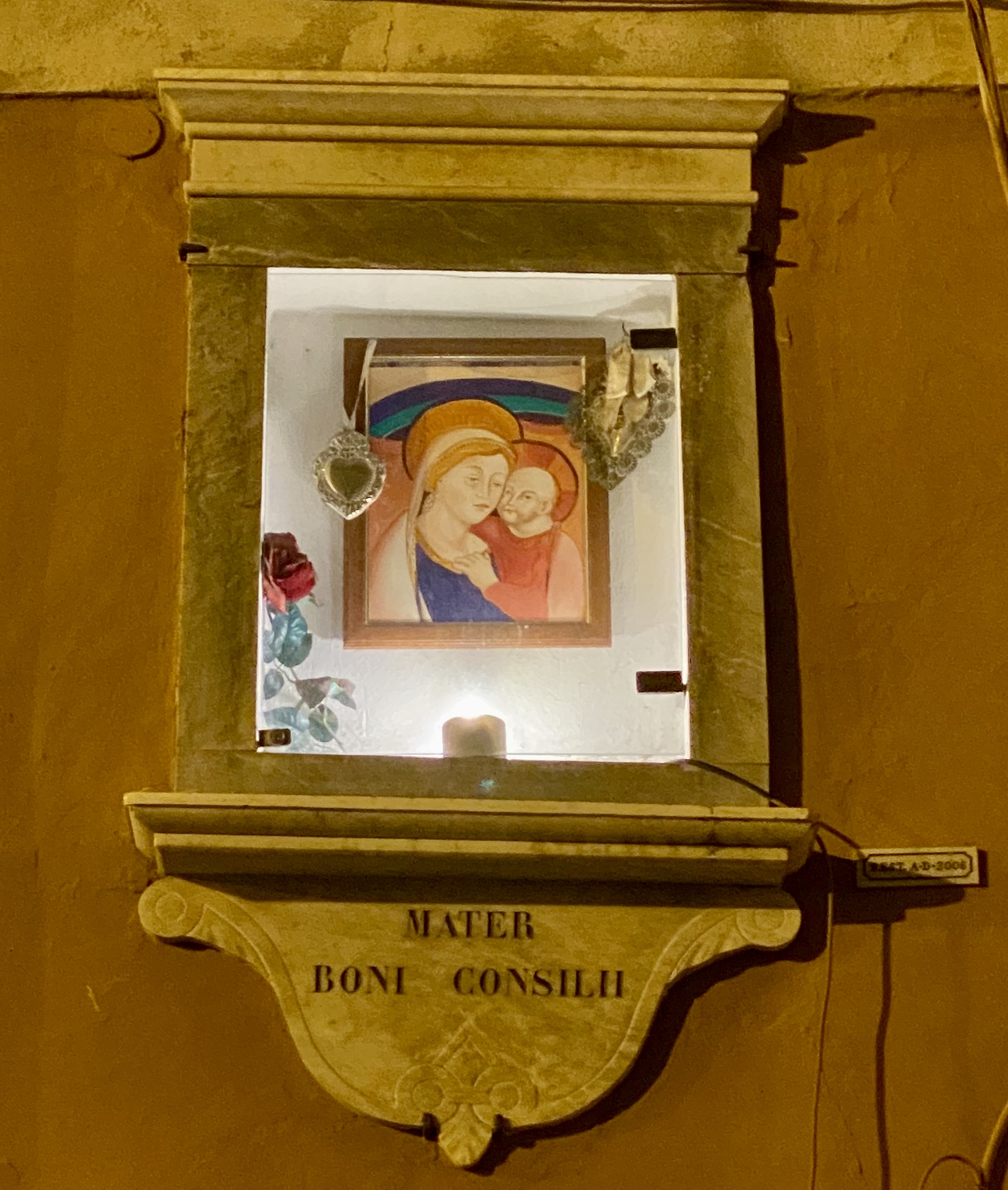
L'edicola della Madonna del Buon Consiglio in Via Roma.

Dopo questo evento catastrofico, il feudo di Marino venne nuovamente raso al suolo nel dicembre 1526 durante la guerra tra papa Clemente VII e l'imperatore Carlo V d'Asburgo, per stroncare la resistenza dei Colonna filo-imperiali. Nuovi sconvolgimenti colpirono Marino nel 1539, durante la "guerra del sale" tra papa Paolo III ed i Colonna: Pier Luigi Farnese, nipote del Papa, nel mese di marzo occupò il castello e lo consegnò alla Camera Apostolica, che ne mantenne il controllo fino al 1549. Ancora nel 1556, sotto il regno di papa Paolo IV, si combatté una nuova guerra contro i Colonna, che persero tutti i loro feudi in favore del nipote del Papa, Giovanni Carafa, che fino al 1559 mantenne il controllo di trentacinque feudi colonnesi raggruppati nel cosiddetto "Stato di Paliano". In seguito a questo episodio, il ritorno di Marcantonio II Colonna nei suoi feudi segnò la definitiva pacificazione del castello.
Il 7 ottobre 1571 Marcantonio era stato l'ammiraglio della flotta pontificia nella battaglia di Lepanto; appena ritornato in patria il 4 novembre papa Pio V gli ordinò di rimanere a Marino dove già soggiornavano la moglie, la madre ed i figli finché non fossero pronti i solenni festeggiamenti che lo attendevano a Roma: sicché solo il 4 dicembre Marcantonio poté entrare a Roma solennemente in trionfo dalla via Appia, sfilare nel Foro Romano ed arrivare alla basilica di Santa Maria in Ara Coeli.

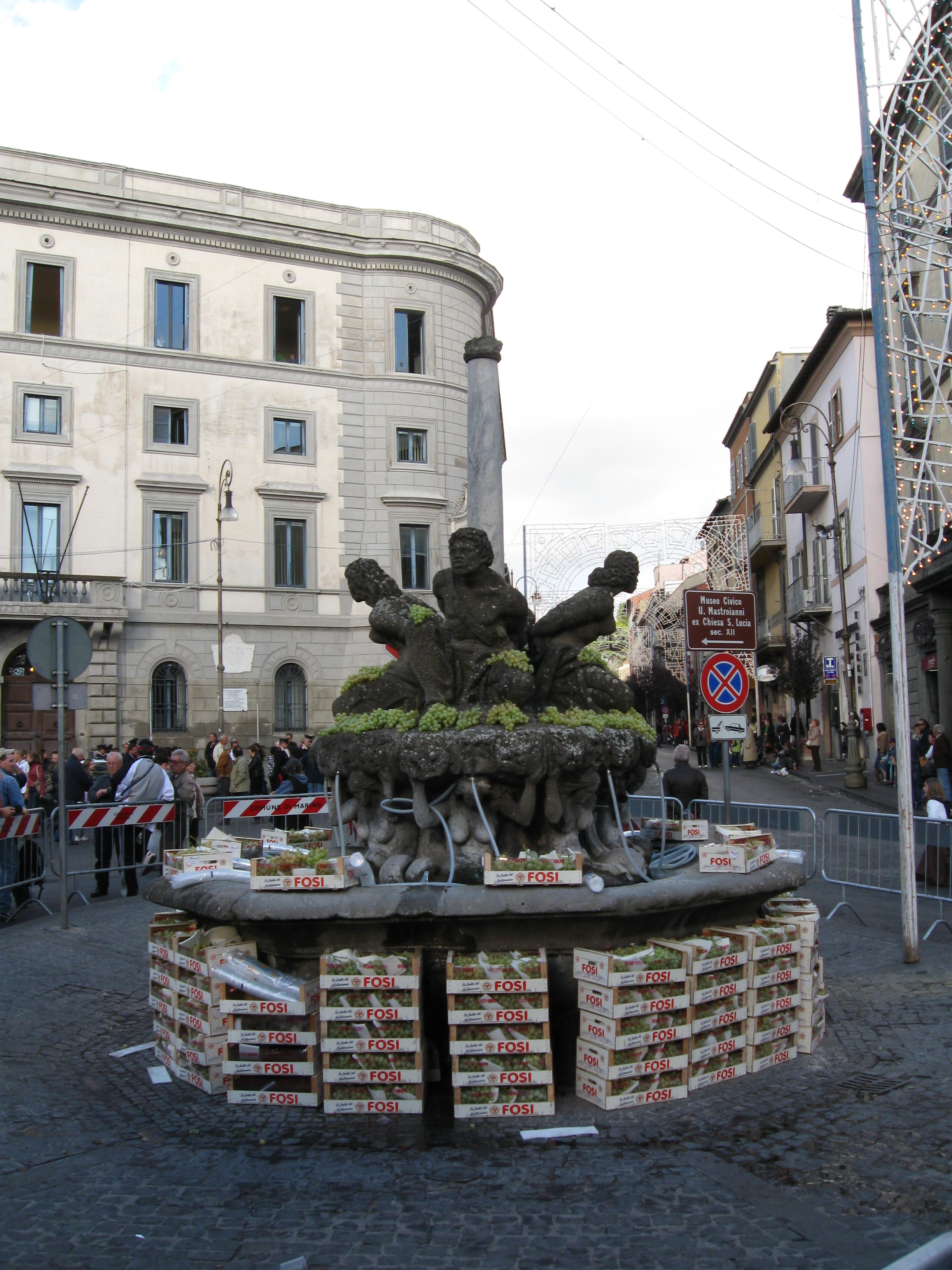
La fontana dei Quattro Mori, simbolo della città, commissionata dalla Comunità nel 1632 in memoria della vittoria di Marcantonio II Colonna nella battaglia di Lepanto del 1571.

Per ripopolare il feudo, Marcantonio Colonna il 26 dicembre 1574 emana una patente con la quale promette l'esenzione per quattro anni da ogni servizio reale e personale a chiunque voglia diventare suo vassallo nella terra di Marino, in cambio solo del giuramento di fedeltà ed obbedienza. Probabilmente l'appello non casse a vuoto, poiché la popolazione aumentò notevolmente nel corso del sessantennio seguente, superando anche il migliaio di abitanti e rendendo necessaria la costruzione di una nuova, imponente e capiente chiesa parrocchiale come la basilica di San Barnaba. In seguito ad un disastroso incendio che nel marzo 1577 aveva distrutto il centro abitato di Rocca di Papa, i marinesi ospitarono i vicini rocchigiani in attesa della ricostruzione del loro paese. Nel frattempo dal punto di vista urbanistico è possibile affermare che si inizia a delineare l'attuale corso Trieste (chiamato nel Seicento "Strada Larga"), dato che il cardinale Giovanni Battista Castagna (amico di Marcantonio Colonna, poi diventato papa Urbano VII) vi si fece edificare attorno al 1583 un palazzo con una notevole facciata arricchita da fregi in peperino. Nell'aprile 1580 una comunità di religiosi agostiniani si installò presso la chiesa di Santa Maria delle Grazie, fino ad allora appartenuta alla ricca ed antica Confraternita del Gonfalone di Marino.
Alla morte di Marcantonio Colonna venne effettuata una stima del valore dei suoi beni, completata solo nel 1596: su un totale di 1.200.000 scudi pontifici, i feudi di Marino e Rocca di Papa valevano insieme 472.727 scudi. Il successore del vincitore di Lepanto fu il figlio cardinale Ascanio II Colonna, il quale non si fece ben volere dalla popolazione (che nel 1599 si ribellò al cardinale, dando motivo a papa Clemente VIII di inviare un commissario pontificio ad acta): tuttavia, a lui si deve la ripresa dei lavori di risistemazione urbanistica lasciati in sospeso dal padre (che nel 1577 era partito per Palermo come vicierè spagnolo di Sicilia). In questo periodo infatti vennero poste in opera le mura del cortile interno di Palazzo Colonna, e vennero pianificate le aree verdi baronali del Barco Colonna, nel vallone della marana delle Pietrare presso il bosco Ferentano, e dei Giardini Colonna, a ridosso delle mura settentrionali, proprio nel sito delle terre comunitarie già adibite alla coltivazione di cipolle per sostentamento dei più poveri, fatto questo che provocò malcontento nei cittadini. Inoltre, il 3 ottobre 1594 il cardinale rinunciò al diritto feudale dello ius super scadentiis sulle terre dei vassalli in cambio di un contributo di 2000 scudi versato dalla comunità marinese.

### Il Seicento

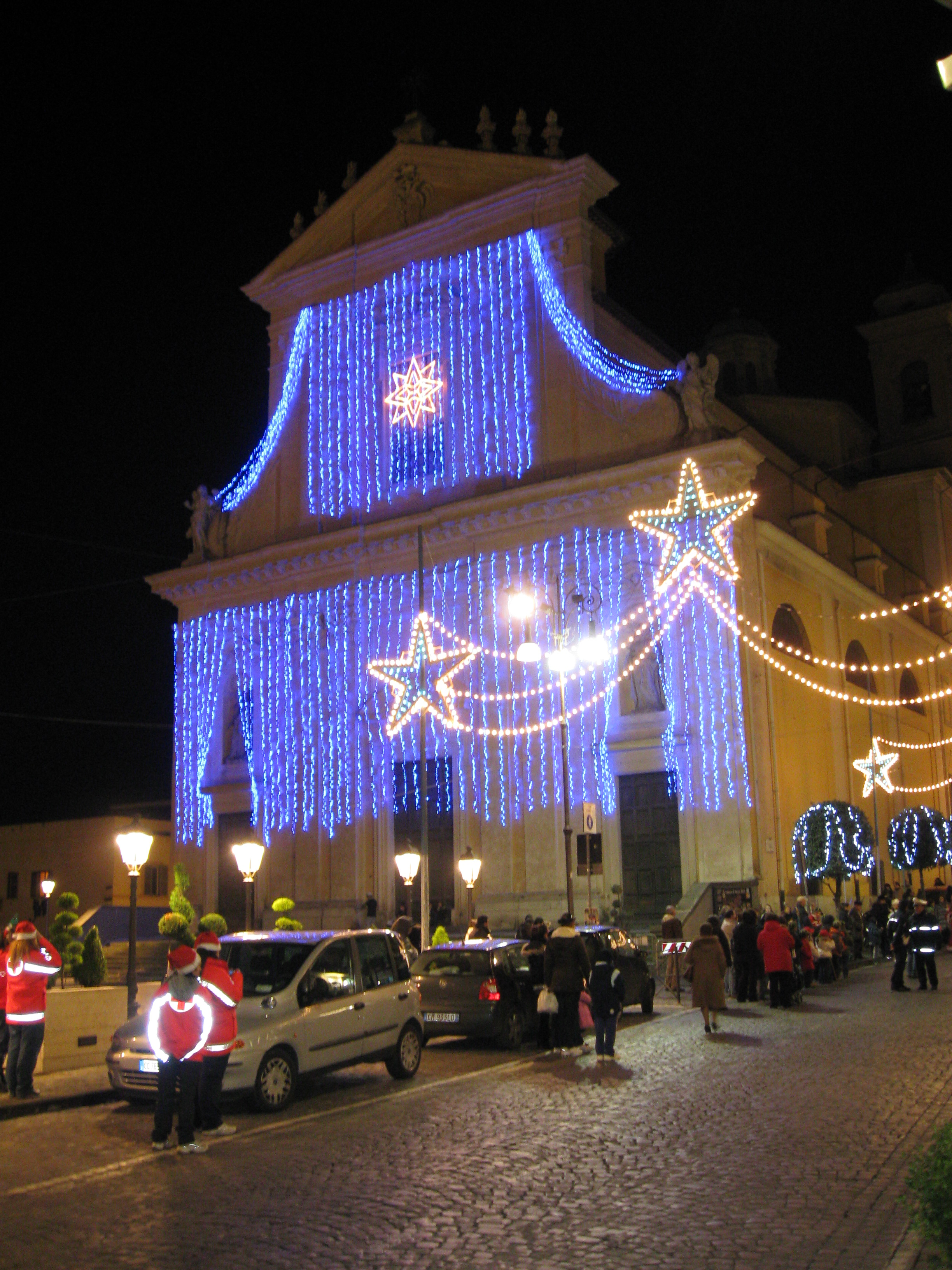
La facciata della basilica di San Barnaba su piazza San Barnaba durante il Natale 2008.

Papa Paolo V il 1º luglio 1606 elevò il feudo di Marino in ducato in favore del cardinale Ascanio II Colonna e dei suoi successori.
Il 1º febbraio 1618 un'assemblea pubblica dei capifamiglia marinesi decise di assumere come santo patrono del castello san Barnaba apostolo, perché riguardasse le campagne marinesi dalle frequenti grandinate che si erano abbattute sul feudo negli ultimi tre anni: l'autorità ecclesiastica nella persona del cardinale vescovo della diocesi suburbicaria di Albano Francesco Sforza di Santa Fiora approvò il 4 giugno 1619, e da allora l'11 giugno, giorno della festa di san Barnaba, a Marino si tiene la festa patronale di San Barnaba.
Il 24 ottobre 1627 papa Urbano VIII celebrò nel nuovo Palazzo Pontificio di Castel Gandolfo le nozze di suo nipote Tabbeo Barberini con Anna Colonna, figlia del duca Filippo I Colonna; al termine della funzione e del pranzo, gli sposi e gli ospiti di riguardo furono ospitati dal duca Filippo a Marino per una cena a Palazzo Colonna. Tra il 1635 ed il 1636 la congregazione dei Chierici Regolari Minori edificò la chiesa della Santissima Trinità, nella quale venne trasportato solennemente il 14 giugno 1637 il Santissimo Crocifisso di Marino, un crocifisso miracoloso che aveva iniziato a dispensare grazie in una cappella all'aperto presso il santuario di Santa Maria dell'Acquasanta nel giugno 1635.
Nel frattempo, l'aumentare della popolazione ed l'inadeguatezza delle due vecchie chiese parrocchiali di Santa Lucia e di San Giovanni portò il duca Filippo I Colonna e l'autorità ecclesiastica a desiderare la costruzione di una nuova collegiata parrocchiale. Così l'11 giugno 1640 il cardinale Girolamo Colonna, figlio del duca Filippo, benedisse la prima pietra della basilica collegiata di San Barnaba. I lavori, costati alla Colonna (famiglia)|famiglia Colonna poco meno di 24.000 Scudo pontificio|scudi pontifici, terminarono nel 1656 ma, a causa della peste, la chiesa non poté essere celebrata prima del 1662 e la consacrazione ufficiale avvenne solo nel 1714. Nel frattempo, papa Urbano VIII con la bolla "Excelsa merita Sanctorum" del 3 dicembre 1643 aveva istituito canonicamente la collegiata conferendo all'arciprete la dignità di abate parroco mitrato nullius diocesios.
La peste del 1658 infierì duramente a Marino e Grottaferrata, riducendo drammaticamente di più della metà la popolazione marinese, tanto che i Colonna per ripopolare il feudo furono costretti ad incentivare l'immigrazione dai loro feudi abruzzesi. Al termine dell'epidemia, i sopravvissuti maturarono una forte devozione per san Rocco, tanto che gli venne edificato un oratorio lungo la via Maremmana Inferiore nella località cheoggi prende nome appunto dal santo, la cui festa il 16 agosto era celebrata almeno fino alla seconda guerra mondiale.
Il 6 settembre 1675 il consiglio dei Quaranta della Comunità di Marino approvò la bozza delle "Constituzioni dell'Illustre Comunità di Marino", inoltrate il 31 dicembre 1676 dai priori marinesi al duca Lorenzo Onofrio Colonna ed approvate da questi in via definitiva il 24 gennaio 1677. Il duca Lorenzo Conofrio e sua sorella Antonia patrocinarono anche la fondazione del convento del Santissimo Rosario delle suore domenicane di stretta osservanza, presso cui viveva la loro sorella Maria Isabella Colonna, istituito da papa Clemente X l'8 maggio 1675 e la cui chiesa conventuale fu completata nel 1712 in un pregiato stile rococò.

### Dal Settecento alla seconda metà dell'Ottocento

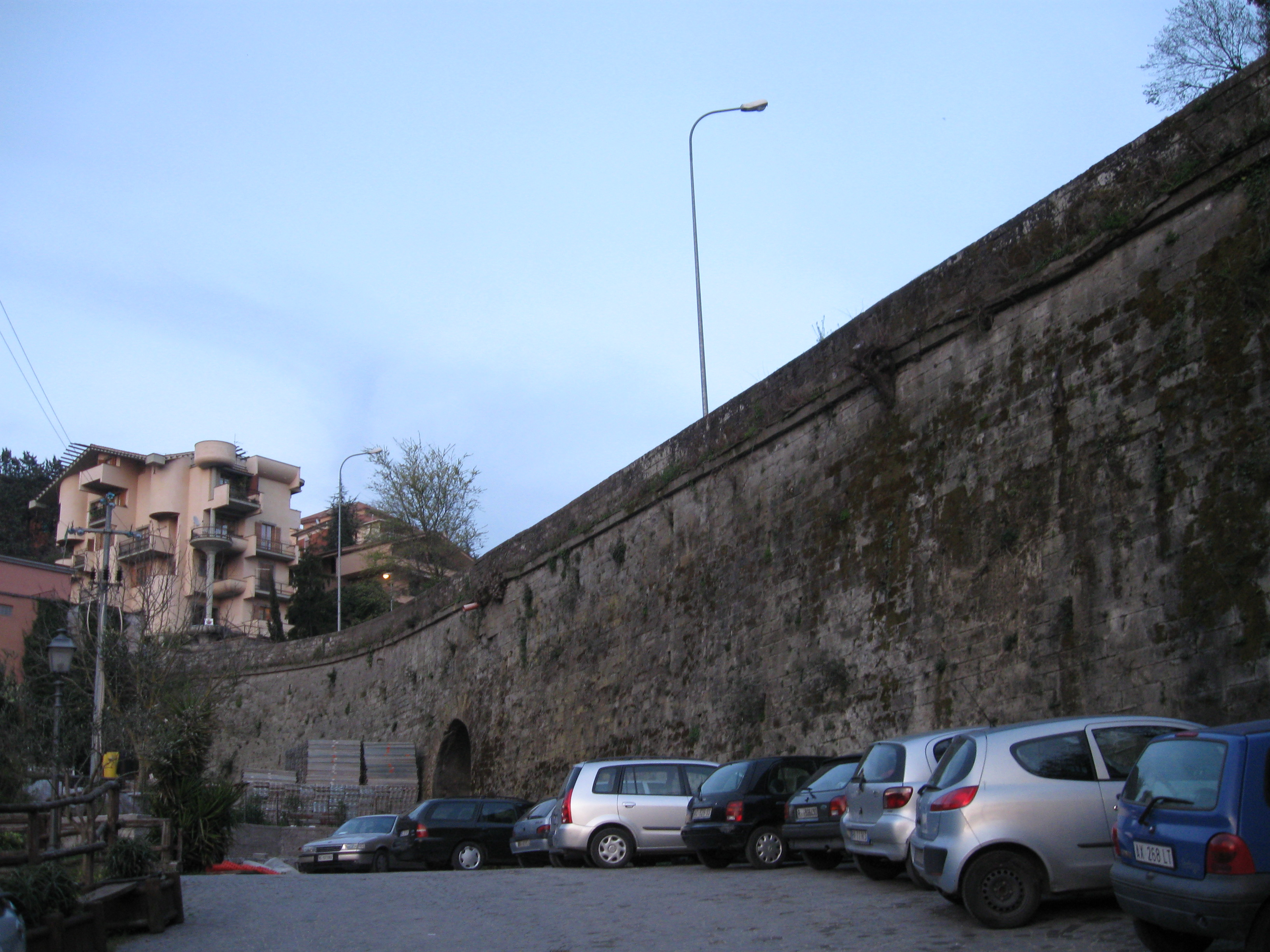
Il tratto iniziale del "Ponte Gregoriano" sopra la marana delle Pietrare, nel quartiere Acquasanta.

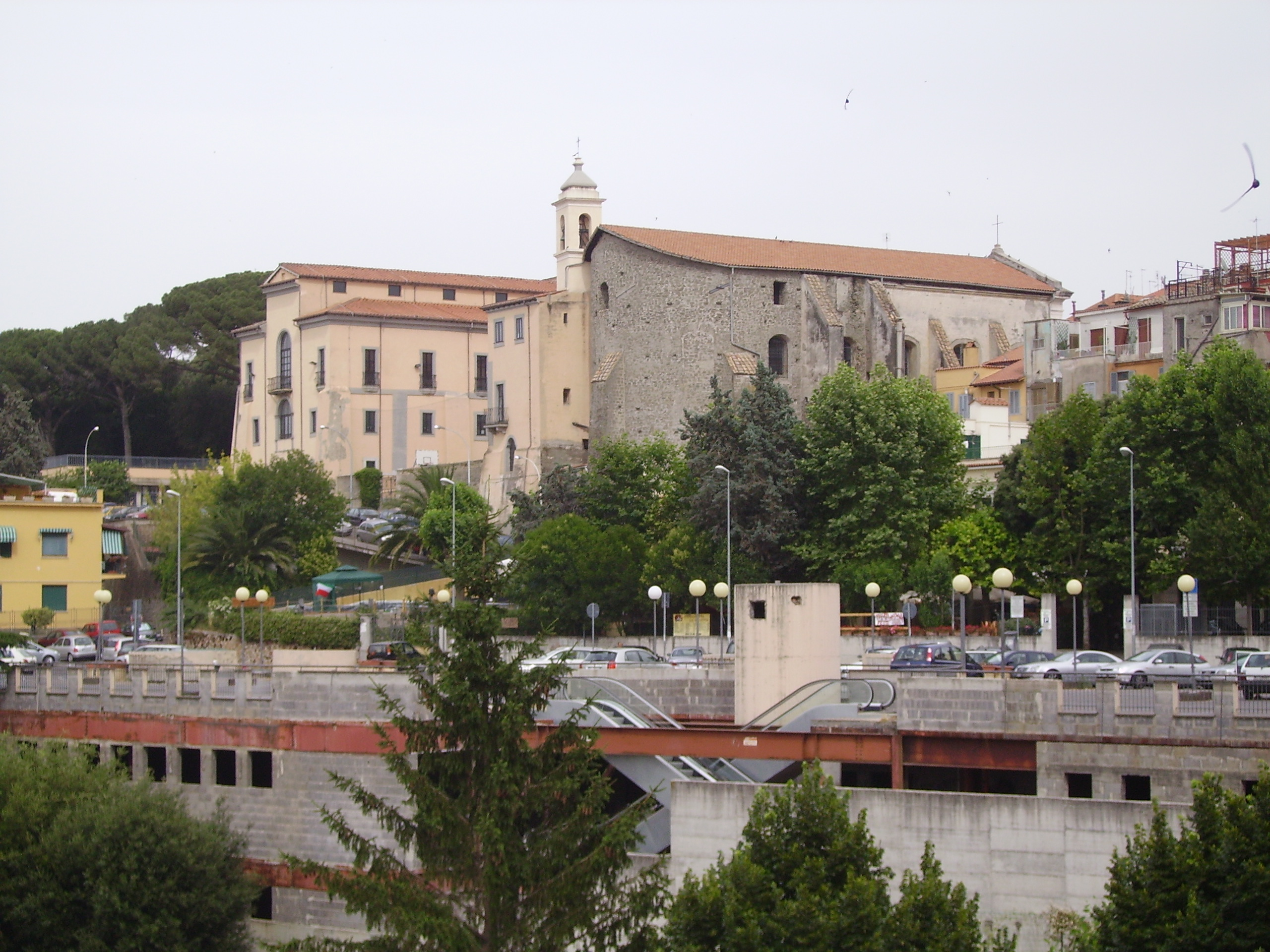
Piazzale degli Eroi, l'abside della chiesa della Santissima Trinità e l'ex-collegio dei padri Dottrinari, oggi sede centrale dell'Istituto statale d'arte Paolo Mercuri.

La prima metà del Settecento trascorse senza grossi eventi a Marino, tranne la riapertura della via Appia come collegamento diretto tra Roma, le Paludi Pontine e Napoli, opera intrapresa da papa Pio VI a partire dal 1777 e completata negli anni ottanta del Settecento. Questo evento comportò l'abbandono del vecchio tracciato "rapido" tra Roma e Napoli che era stato in funzione dal Medioevo fino ad allora, e che seguiva sostanzialmente l'attuale strada statale 217 Via dei Laghi attraversando Marino, Palazzolo e Velletri, la creazione di un nuovo percorso postale più rapido che attraversava Albano Laziale e Genzano di Roma, ed in definitiva la sostituzione di Albano a Marino come grosso centro commerciale e nodo strategico della zona.
Con l'instaurazione della Repubblica Romana (1798-1799) il 15 febbraio 1798 quasi tutte le comunità dei Castelli Romani si schierarono con i francesi: già il 18 febbraio Frascati, Albano Laziale e Velletri si auto-proclamarono "repubbliche sorelle" della Repubblica Romana, e Marino lo fece ad inizio marzo. Tuttavia, quando Trastevere insorse contro il malgoverno francese il 25 febbraio, solo Marino e Frascati rimasero fedeli ai francesi ed aiutarono il contingente comandato dal generale Gioacchino Murat a riconquistare Castel Gandolfo, Albano e Velletri ribelli: la resistenza dei contro-rivoluzionari venne momentaneamente piegata con la vittoria nella battaglia di Frattocchie del 28 febbraio 1789 e con il saccheggio di Castel Gandolfo ed Albano. Il comandante francese a Roma Jean Étienne Championnet si complimentò con il governo repubblicano marinese per la fedeltà dimostrata alla causa repubblicana. Però, nel momento del crollo francese e dell'avanzata dei sanfedisti nell'estate 1799, Marino fu saccheggiata dai napoletani.
I francesi tornarono a Roma nel 1807, ed il Lazio venne annesso alla Francia. Marino di conseguenza diventò cantone ed inglobò la vicina Grottaferrata, fino ad allora proprietà dei monaci basiliani retta da un abate commendatario in regime di commenda. Nello stesso tempo, i beni ecclesiastici furono incamerati dal demanio ed i religiosi sottoposti all'obbligo di giuramento proprio come nel resto del territorio francese: tuttavia, non tutto il clero marinese fu facile a piegarsi a questa imposizione, dato che in seguito, nel 1828, papa Leone XII insignì i canonici regolari della basilica di San Barnaba del privilegio della cappa magna in considerazione della fedeltà dimostrata alla Chiesa cattolica nelle recenti vicissitudini. Papa Pio VII poté entrare a Roma solo nel 1814 dopo la relativamente lunga parentesi napoleonica.
Il 6 luglio 1816 Pio VII emanò il motu proprio "Quando per ammirabile disposizione" sull'organizzazione dell'amministrazione pubblica: in forza di questa disposizione la feudalità veniva confermata decaduta nei territori "di seconda recupera" (Romagna, Marche e Pontecorvo) e veniva fortemente scoraggiata nei territori di "prima recupera", tra il Lazio. Fu così che molti feudatari rinunciarono al secolare dominio feudale sui propri feudi, conservandovi tuttavia ogni proprietà. I "luoghi baronali" in tutto lo Stato Pontificio si ridussero in pochi anni da 263 a 72. Di conseguenza anche il duca Filippo III Colonna rinunciò ad ogni diritto feudale su Marino, continuandovi a mantenere tutte le proprietà che furono in seguito vendute dai suoi successori nel corso dell'Ottocento ad esponenti della nascente borghesia locale finché nel 1916 le sue pronipoti Vittoria ed Isabella Colonna non concessero in enfiteusi perpetua al Comune di Marino anche Palazzo Colonna ed il Barco Colonna.
Papa Gregorio XVI visitò molto spesso Marino, sia da cardinale che da papa, e nel 1831 elevò il paese a sede di Governo, suddivisione amministrativa di terzo livello dello Stato Pontificio. Ma il provvedimento più grande di questo papa a favore di Marino fu l'elevazione a Città concessa con il Breve apostolico "In more institutoque Romanorum Pontificum" del 3 luglio 1835 Inoltre, nel 1837 ordinò l'apertura di un collegio della congregazione dei Padri della Dottrina Cristiana presso la chiesa della Santissima Trinità, e fece risistemare attraverso il cosiddetto "ponte Gregoriano" il tratto in forte pendenza della via Maremmana Inferiore in prossimità del santuario di Santa Maria dell'Acquasanta e del Barco Colonna, ai piedi dell'abitato.

### Tra Ottocento e Novecento

#### Dalla fine dell'Ottocento all'inizio del Novecento

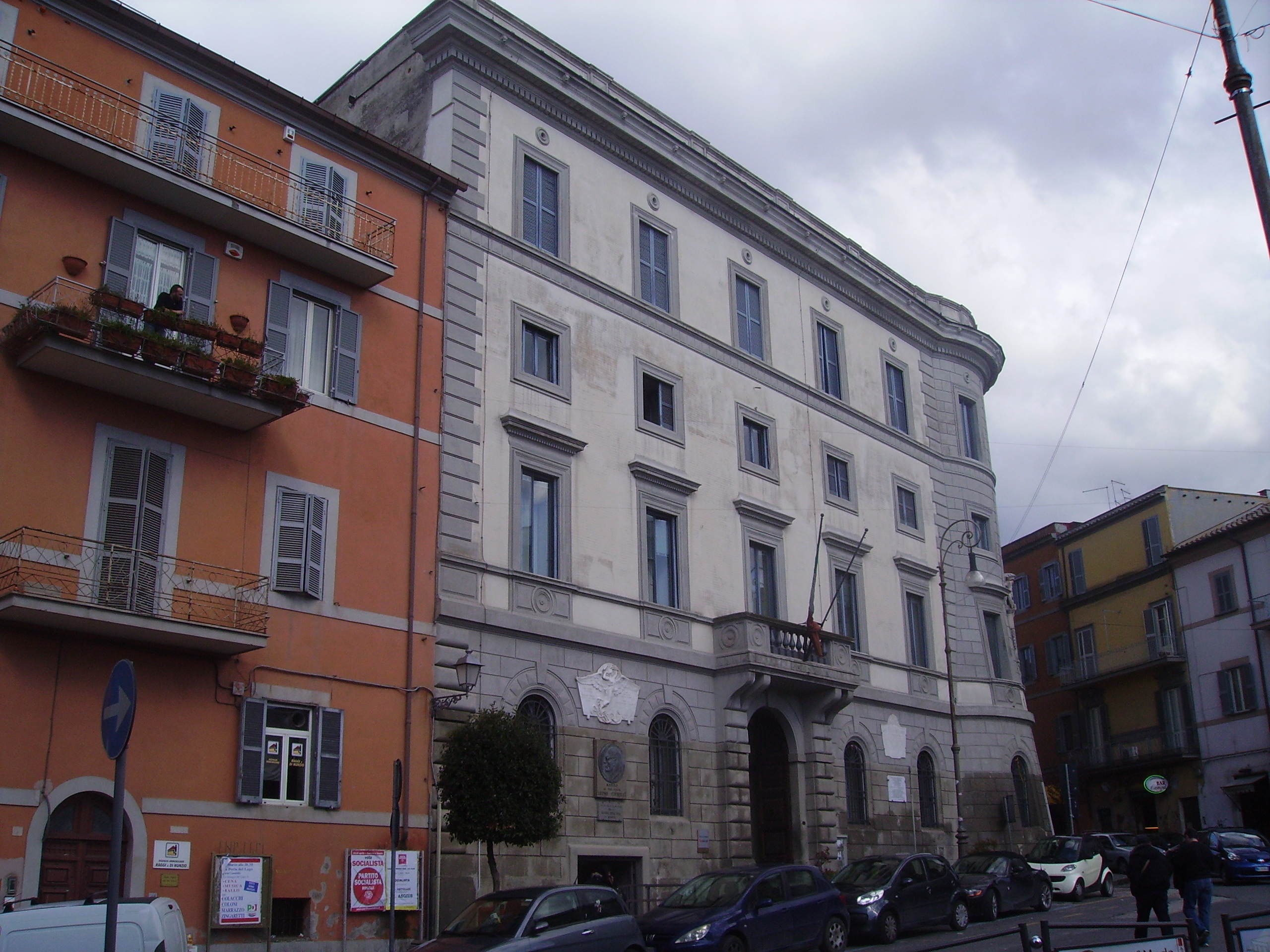
Palazzo Matteotti, ex-residenza municipale, in piazza Giacomo Matteotti.

Dopo la presa di Roma nel settembre 1870 anche Marino venne annessa al Regno d'Italia, divenendo sede di pretura (e tale rimase fino agli anni trenta, quando la pretura marinese venne accorpata a quella di Albano Laziale). Già dal primo consiglio comunale del dicembre 1870 si vide come la nuova maggioranza era composta da anticlericali agguerriti e repubblicani: fra le prime decisioni infatti ci fu la chiusura delle scuole tenute da ordini religiosi come le Maestre Pie Venerini ed i Padri Dottrinari, decisione poi abrogata sei anni dopo (ma riaprì solo l'istituto delle Maestre Pie Venerini, ancora oggi esistente).
Nonostante da anni si parlasse di un progetto per una linea ferroviaria dei Castelli Romani, nel 1880 il Comune di Marino decise di forzare la mano e di realizzare un collegamento ferroviario diretto tra il centro storico e l'allora frazione di Ciampino, che già era collegata con Roma, con Frascati e con Velletri grazie alla ferrovia Roma-Frascati (inaugurata nel 1856) ed alla ferrovia Roma-Velletri (inaugurata nel 1863). La linea, inaugurata nel 1881, era in realtà una tranvia a vapore più che una ferrovia vera e propria, collegava l'attuale stazione di Roma Tiburtina con il quartiere Borgo Garibaldi, seguendo un tracciato abbastanza inadeguato che affrontava una pendenza problematica. Di conseguenza iniziarono immediatamente nuovi lavori per realizzare l'attuale ferrovia Roma-Albano, un collegamento diretto che oltre a Marino raggiungesse anche Albano Laziale e, nel tratto oggi abbandonato, Cecchina e Nettuno: i lavori su questa tratta, la più panoramica dei Castelli Romani, durarono dal 1884 al 1889. La nuova stazione ferroviaria di Marino Laziale venne realizzata nell'attuale quartiere Cave di Peperino, separata dall'abitato da un forte dislivello colmato dalla lunga "scalinata della stazione" ma all'epoca vicina alle importanti cave di peperino.

#### Dagli anni dieci alla seconda guerra mondiale

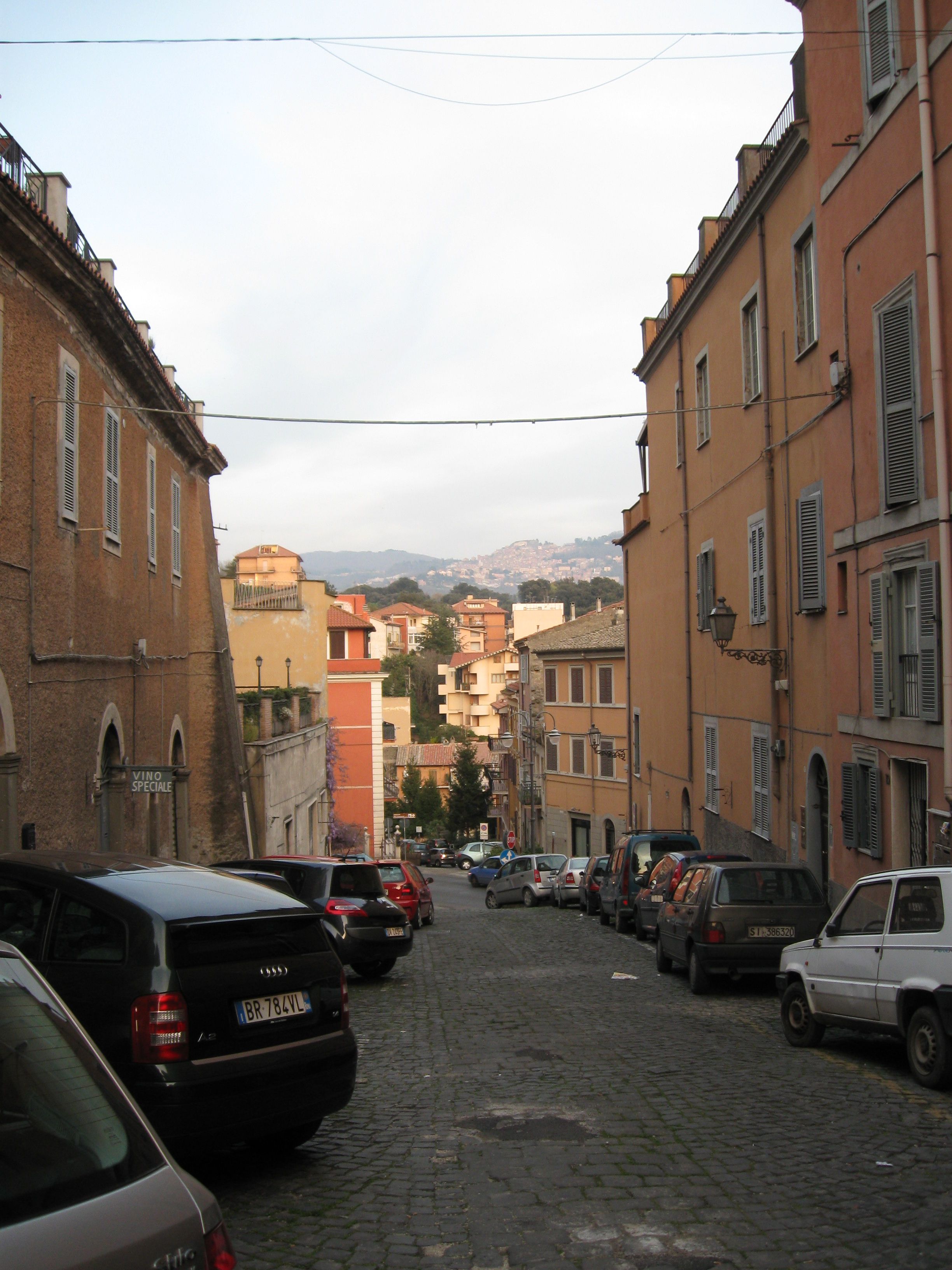
Via Cesare Battisti: sullo sfondo, Rocca di Papa.

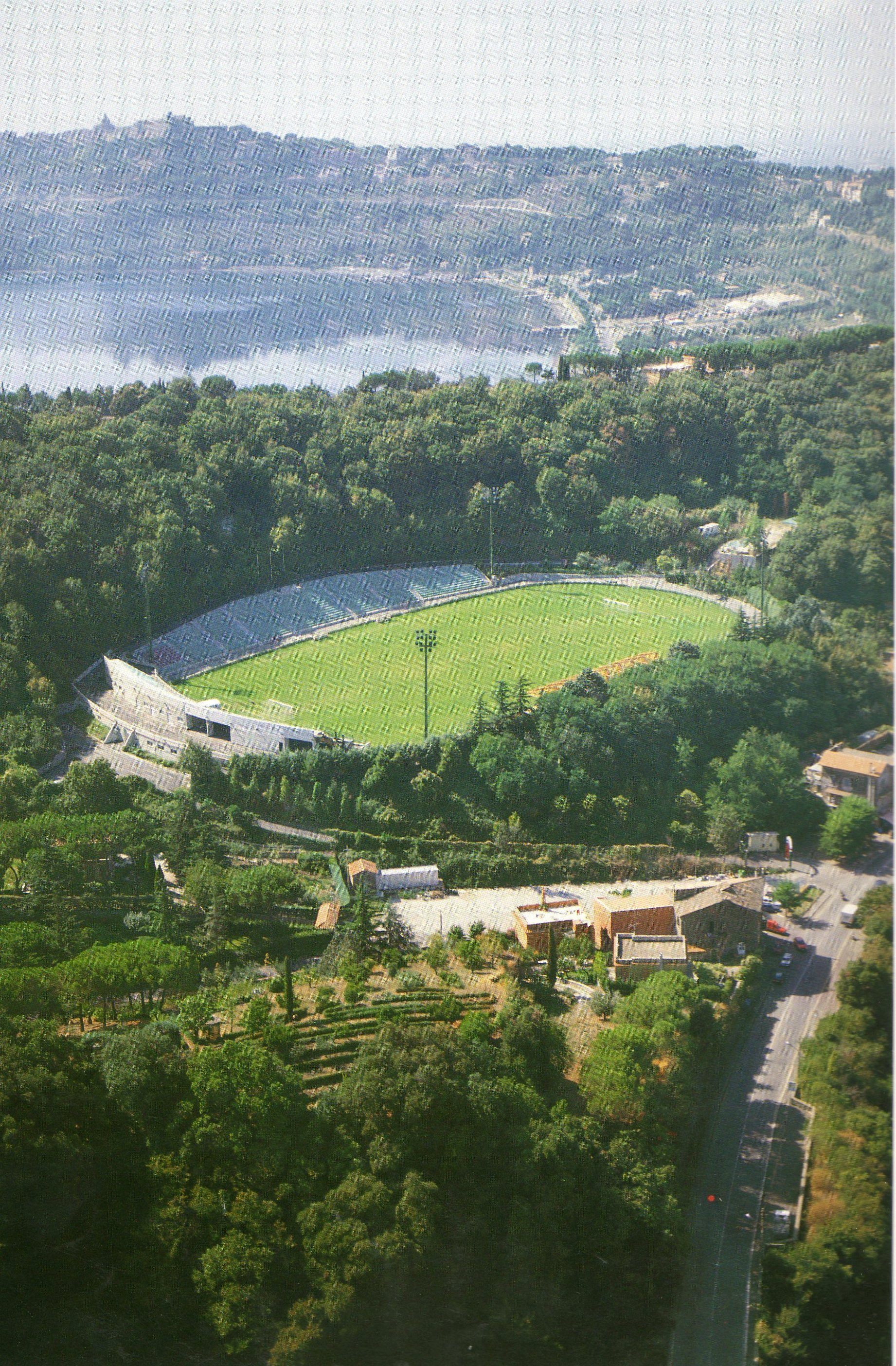
Lo Stadio Comunale Domenico Fiore negli anni novanta.

Già dal 1904 a Marino nel mese di ottobre si celebravano le Feste Castromenie, un evento dell'Ottobrata Romana legato alla celebrazione dell'uva e del vino locale, e fin dalla fine del Cinquecento la festa della Madonna del Rosario era celebrata il 7 ottobre -anniversario della vittoria cristiana nella battaglia di Lepanto del 1571-, tuttavia il poeta romanesco di origini marinesi Leone Ciprelli pensò di unire questi due eventi, uno profano e l'altro sacro: nacque così nel 1925 la sagra dell'Uva di Marino, primo evento del genere in Italia. La prima edizione della sagra si tenne domenica 4 ottobre 1925, e da allora la prima domenica di ottobre è la data fissa per i festeggiamenti della sagra. La principale caratteristica dell'evento è il cosiddetto "miracolo delle fontane che danno vino", ma il programma varia di anno in anno arricchendosi o impoverendosi di attrazioni. Nei primi decenni la sagra, patrocinata dall'Opera Nazionale Dopolavoro e dal regime fascista, riscosse un grande successo: nel 1931 venne calcolato un afflusso di circa 50.000 persone, nel 1940 furono distribuiti oltre 2000 litri di vino dalla fontane.
Nel 1909 l'abate parroco della basilica di San Barnaba monsignor Guglielmo Grassi patrocinò la fondazione della Banca di Credito Cooperativo San Barnaba, istituto bancario finalizzato all'assistenza agli agricoltori ed alla piccola imprenditoria artigiana. Monsignor Grassi, coadiuvato dal futuro Servo di Dio Zaccaria Negroni, fondò l'Oratorio Parrocchiale San Barnaba, un asilo infantile durante la prima guerra mondiale, il teatro e due ordini religiosi locali. In questo periodo, e poi fino all'avvento del fascismo (1922), si verificarono scontri tra cattolici e repubblicani anti-clericali.
In seguito ai numerosissimi ritrovamenti archeologici occorso a negli ultimi decenni dell'Ottocento, nel 1915 il Comune si preoccupò di allestire presso i locali di Palazzo Colonna un antiquarium comunale. Nel frattempo, nel 1919/1920 il marchese Achille Fumasoni Biondi aprì una "regia scuola professionale", resa pubblica nel 1921/1922 ed aggiornata nel corso dei decenni fino a diventare, negli anni sessanta, l'attuale istituto statale d'arte "Paolo Mercuri".
Durante la seconda guerra mondiale il territorio marinese fu colpito per la prima volta il 19 luglio 1943, con il bombardamento dell'aeroporto di Roma-Ciampino e dell'allora frazione di Ciampino.
Tuttavia il primo bombardamento aereo sul centro storico avvenne il 2 febbraio 1944, quando alle ore 12.30 circa alcuni bombardieri North American B-25 Mitchell della 15ª United States Army Air Forces, dal tonnellaggio di 1360 chilogrammi di bombe ciascuno, bombardarono Marino colpendo il centro storico in linea diagonale. Venne completamente distrutto Palazzo Colonna, dove era stata installata una stazione radio base tedesca -e pare che lo stesso feldmaresciallo Albert Kesselring se ne fosse appena servito-; furono anche completamente distrutte la fontana dei Quattro Mori, travolta dalle macerie della facciata orientale di Palazzo Colonna, e la Villa Colonna di Belpoggio, sede di un autoparco. Nell'attuale piazza Giacomo Matteotti il crollo delle abitazioni scoprì una delle torri della duecentesca rocca Frangipane. L'unico obiettivo militare veramente sensibile presente nel territorio di Marino, ovvero il quadrivio tra la via Maremmana Inferiore e la Via dei Laghi, venne risparmiato dai bombardamenti anglo-americani.
Nuovi bombardamenti aerei colpirono il centro storico il 17 febbraio 1944, quando venne distrutto il convento delle Piccole Sorelle dei Poveri, il 23 maggio 1944, con il bombardamento di alcuni villini dell'attuale quartiere Villa Desideri e del cimitero comunale, e poi ancora il 28 maggio -venne colpito ancora il cimitero comunale-, il 30 maggio -venne colpito il rione Castelletto-, il 31 maggio -venne colpita la basilica collegiata di San Barnaba-.
Con l'avvicinarsi della linea di fronte a Marino, il prefetto di Roma consegna al commissario prefettizio l'ordine di sgombero della città: questi a sua volta rimette ogni decisione in mano a Zaccaria Negroni, il quale per evitare la deportazione degli abitanti in qualche campo profughi e il saccheggio delle case abbandonate -come avvenuto ad esempio nella vicina Lanuvio- si rifiuta di far eseguire l'ordine di sfollamento. L'ingresso dell'esercito anglo-americano avvenne durante la nottata tra 3 e 4 giugno 1944.

#### Dalla seconda guerra mondiale agli anni novanta
La rinascita della città si verificò piuttosto rapidamente: nel 1945 l'agricoltura si riorganizzò con la nascita della Cantina Sociale Gotto d'Oro, e ripresero i festeggiamenti della Sagra dell'Uva; già nel 1958 venne completata la ricostruzione di Palazzo Colonna, e nel 1969 la fontana dei Quattro Mori restaurata veniva collocata al centro di piazza Giacomo Matteotti. Contestualmente, iniziò lo sviluppo urbanistico delle frazioni, che progressivamente tolsero importanza al centro storico e reclamarono l'indipendenza: Ciampino riuscì ad ottenerla nel 1974. Il 12 gennaio 1992 si tenne un referendum tra i residenti delle frazioni di Santa Maria delle Mole, Cava dei Selci e Frattocchie, attuali circoscrizioni II e III del comune di Marino, per ottenere l'autonomia del loro territorio, sotto il nome di Comune Autonomo di Boville: l'85.5% dei votanti si espresse in favore della separazione. Nel 1994 venne costituito il Comune Autonomo di Boville, subito dopo però soppresso e riaccorpato a Marino: il neo-ricostituito comune di Marino fu commissariato fino a nuove elezioni. Il comune autonomo di Boville venne costituito con legge regionale n° 56 del 21 ottobre 1993: all'atto della sua creazione era vasto 16.89 km2 -contro i 26.10 km2 totali del comune di Marino con le frazioni- ed aveva una popolazione di 18.818 abitanti -contro i 32.903 abitanti del comune di Marino con le frazioni-. La soppressione del comune fu sancita dalla sentenza della Corte Costituzionale n° 433 del 6 settembre 1995.
Il primo piano regolatore generale del comune viene realizzato nel 1976, approvato nel 1979 e sarà nel corso degli anni in larghissima parte disatteso. In seguito, vennero approvate due varianti generali, nel 1989 e nel 2000: quest'ultima dibattuta variante è stata approvata dal consiglio regionale con delibera n° 994 del 29 ottobre 2004.
Il 5 ottobre 1991 il consiglio comunale ha approvato il vincolo storico per una parte della cave di peperino abbandonate, attorno a cui è cresciuto il quartiere Cave di Peperino, che rivestono ancora oggi un fascino particolare. Negli anni novanta, in conseguenza dell'ospitalità data alla nazionale italiana di calcio per il campionato mondiale di calcio 1990, la città è interessata da un completo rinnovamento, con la ristrutturazione di tutti i parchi pubblici, la ricostruzione dello Stadio Comunale "Italia '90", la realizzazione dell'imponente parcheggio multipiano di piazzale degli Eroi (mai completato) ed il restauro di Palazzo Matteotti.

## Monumenti e luoghi d'interesse

### Architetture religiose

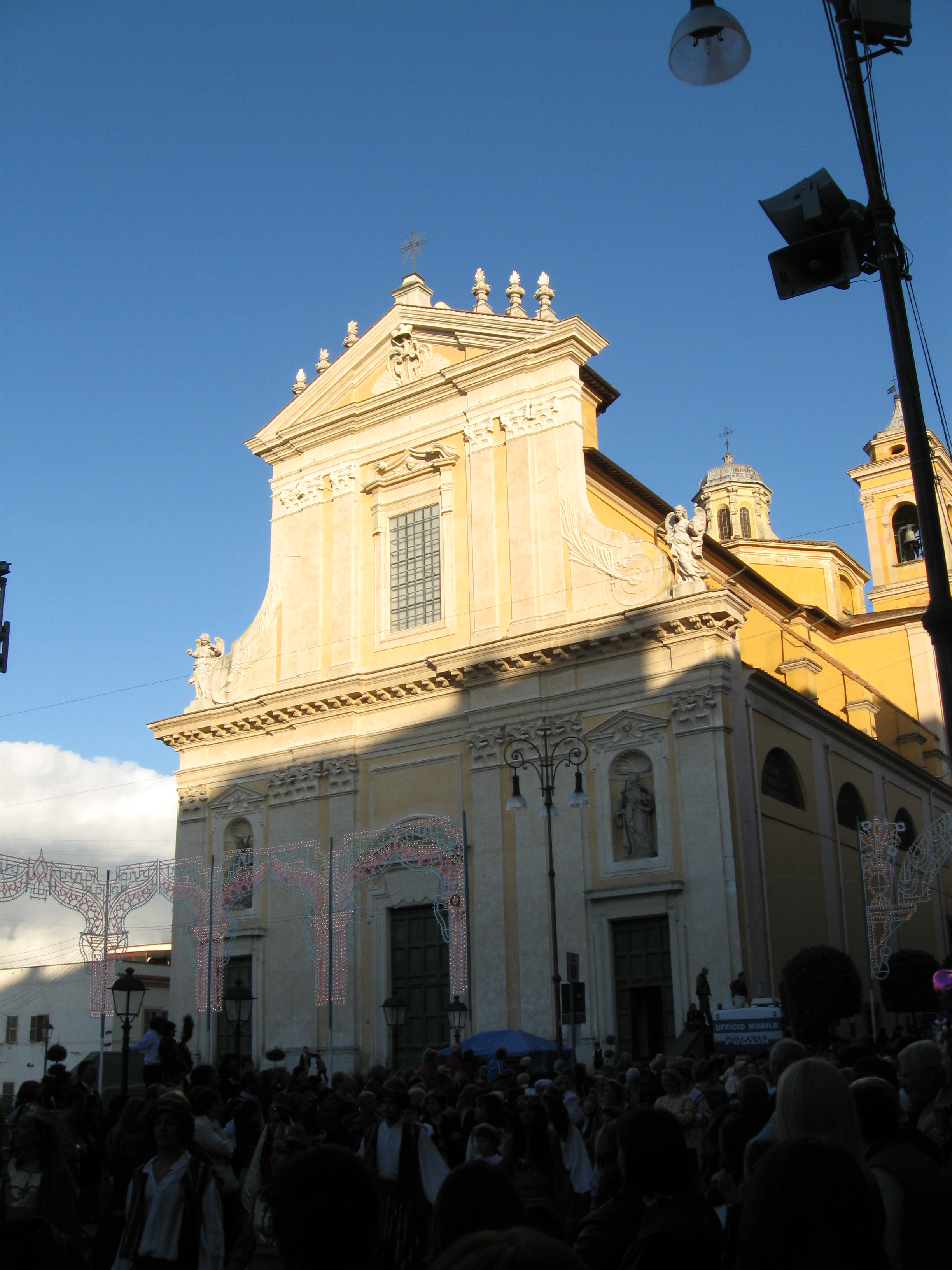
La facciata della basilica di San Barnaba.

#### Basilica di San Barnaba
(Gaetano Moroni, Dizionario di erudizione storico-ecclesiastica, vol. XLII p. 40.)
La basilica collegiata di San Barnaba apostolo è il principale luogo di culto cattolico della città di Marino, sede della parrocchia più estesa con circa 8500 fedeli ed una delle sedi capitolari più importanti della diocesi suburbicaria di Albano. L'edificio si presenta all'interno con una pianta basilicale a tre navate, per una lunghezza massima di 58.75 metri ed una larghezza al transetto di 24 metri. L'altezza della cupola alla lanterna è di 36 metri. Il costo dei lavori per la fabbrica si aggirò attorno ai 30.000 scudi, versati dal duca di Marino Filippo I Colonna e da suo figlio, il cardinale Girolamo Colonna.
La prima pietra della chiesa venne posata il 10 giugno 1640; il 3 dicembre 1643 papa Urbano VIII con la bolla Excelsa merita Sanctorum soppresse le due antiche parrocchiali di Santa Lucia e San Giovanni ed istituì la nuova parrocchiale al grado di collegiata con un capitolo di dodici canonici regolari presieduto da un arciprete abate nullius. I lavori per l'edificazione delle collegiata terminarono attorno al 1655, tuttavia a causa della devastante epidemia di peste del 1656 la prima messa venne celebrata nella chiesa solo il 22 ottobre 1662. Nel 1851 papa Pio IX elevò la collegiata al grado di basilica minore.
All'interno della basilica, si trovano la venerata immagine mariana della Madonna del Popolo, opera di foggia orientale la cui prima menzione ci è data al 1280, un Martirio di san Barnaba attribuito a Bartolomeo Gennari (1594-1661), un Martirio di san Bartolomeo opera del Guercino (1591-1666) ed un monumento funebre al cardinale Girolamo Colonna opera marmorea di Alessandro Algardi (1595-1654). Nella cripta della basilica, oltre a numerose generazioni di marinesi, sono sepolti l'abate parroco Guglielmo Grassi, il vicario generale della diocesi suburbicaria di Albano Giovanni Battista Trovalusci, la Serva di Dio Barbara Costantini e a breve vi sarà traslata anche la salma del Servo di Dio onorevole Zaccaria Negroni.

#### Oratorio della Coroncina
L'oratorio della Coroncina è stato un luogo di culto cattolico sottostante alla basilica di San Barnaba: fu costruito tra il 1640 nel 1643, prima che iniziassero i lavori per la soprastante basilica. Prese la sua attuale denominazione dalla "coroncina della Divina Misericordia", preghiera che vi veniva recitata durante le missioni dei padri gesuiti nell'Agro Romano. La confraternita della Carità nel corso dell'Ottocento vi allestiva le raffigurazioni in cera di episodi biblici, realizzate a Marino con continuità unica rispetto ai vicini paesi, dove pure era presente quest'usanza. Dopo la prima guerra mondiale l'abate parroco Guglielmo Grassi decise di allestire nei locali della Coroncina una sala teatrale (l'attuale "auditorium monsignor Guglielmo Grassi") ed una sala cinematografica (la "sala-teatro Vittoria Colonna"). Chiuse alla fine degli anni settanta per motivi di sicurezza, l'auditorium ha riaperto nel 2002 e la sala-teatro è in corso di restauro.

#### Oratorio del Gonfalone
L'oratorio della venerabile Arciconfraternita del Gonfalone di Marino è un luogo di culto cattolico adiacente e comunicante con la basilica di San Barnaba apostolo. L'oratorio venne edificato dalla potente Arciconfraternita del Gonfalone di Marino -fondata secondo la leggenda dal cardinale vescovo san Bonaventura da Bagnoregio durante una sua visita a Marino attorno al 1273-1274- nel 1698, su progetto dell'architetto Girolamo Fontana.

#### Chiesa della Santissima Trinità

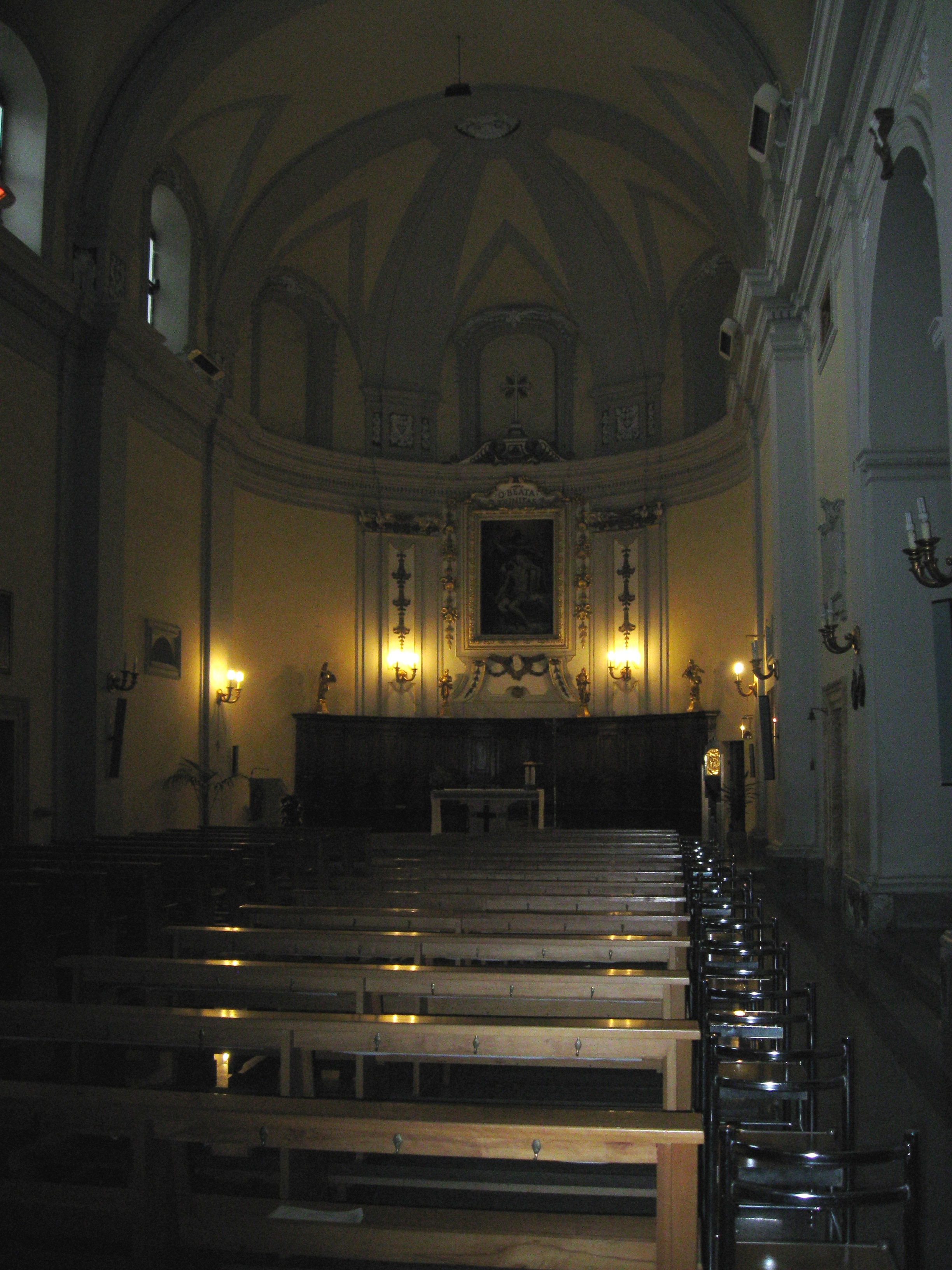
L'interno della chiesa della Santissima Trinità.

La chiesa parrocchiale della Santissima Trinità è la sede della seconda parrocchia del centro storico per grandezza -con circa 3000 fedeli-. L'interno della chiesa è ad una navata arricchita da sei cappelle laterali. Oltre alla venerata immagine miracolosa del Santissimo Crocifisso di Marino, traslata nella chiesa il 14 giugno 1637, nell'abside è conservata una Santissima Trinità attribuita a Guido Reni (1575-1642) o al contemporaneo Giovanni Francesco Gessi (1588-1645). Nell'ex-convento attiguo alla chiesa è attualmente ospitato l'Istituto statale d'arte Paolo Mercuri.
La chiesa venne costruita fra il 1635 ed il 1636 fuori dalle mura basso-medioevali del castello, lungo la via Maremmana Inferiore, dalla congregazione dei Chierici Regolari Minori. A questa congregazione religiosa, probabilmente scacciata dalla chiesa durante le vicende della Repubblica Romana (1798-1799) e dell'occupazione napoleonica (1807-1815), si sostituirono dal 3 novembre 1836 i religiosi della congregazione dei Padri della Dottrina Cristiana, che aprirono una scuola superiore per i giovani marinesi. I religiosi rimasero a gestire la chiesa e l'annesso convento fino al dicembre 1870, quando il primo consiglio comunale post-unitario a maggioranza anticlericale votò il loro allontanamento e la vendita del convento e della chiesa al marchese Francesco Fumasoni-Biondi. Nel 1920 il marchese Achille Fumasoni-Biondi fece restaurare la chiesa, che negli anni cinquanta del Novecento diventò di proprietà diocesana e venne elevata a parrocchia.

#### Chiesa di Santa Maria delle Grazie

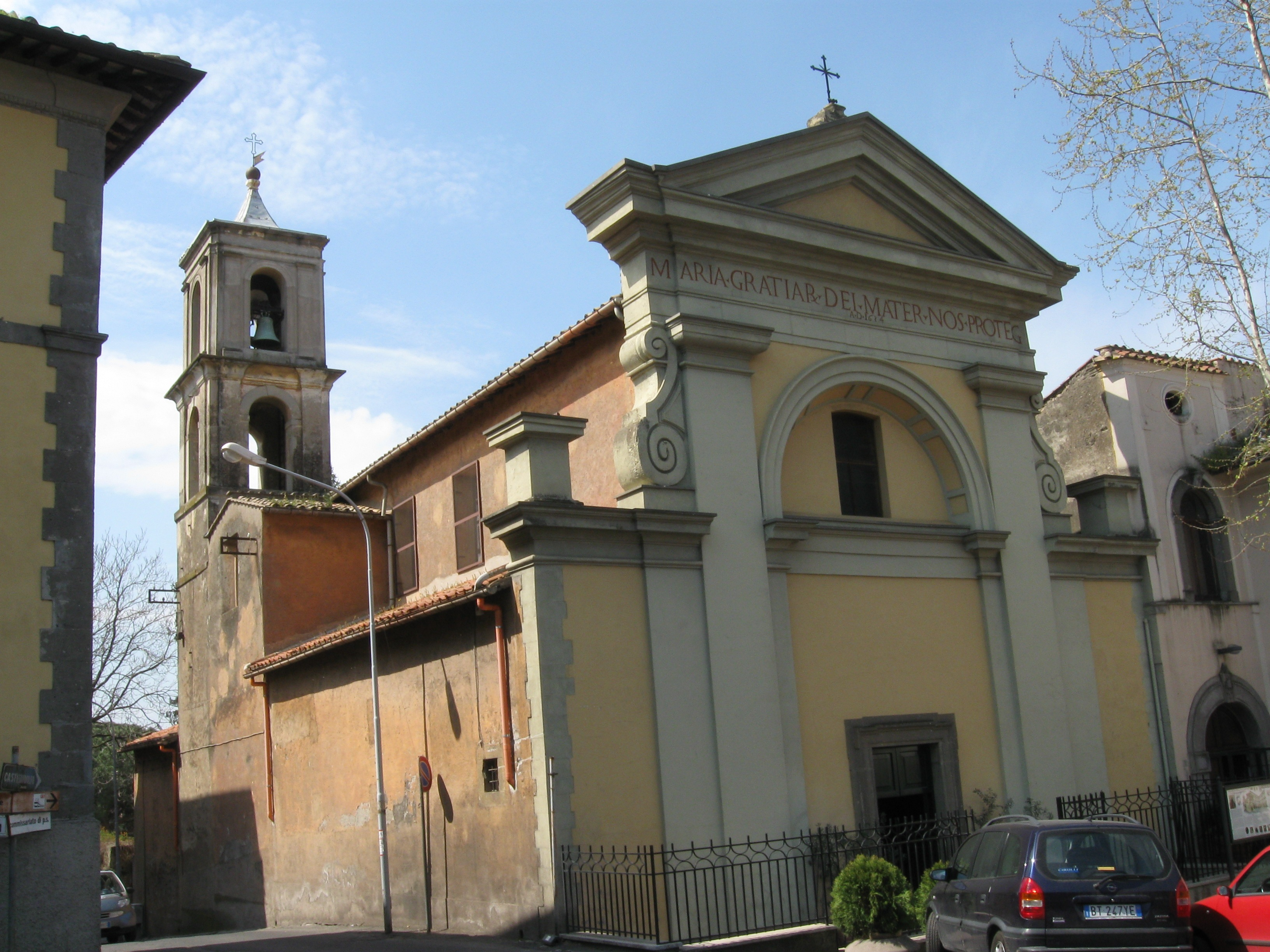
La chiesa di Santa Maria delle Grazie.

La chiesa parrocchiale di Santa Maria delle Grazie è un luogo di culto cattolico del centro storico di Marino, sede della terza parrocchia per grandezza -con circa 1500 fedeli-. La chiesa, ad unica navata con quattro cappelle laterali, ospita una Madonna delle Grazie data al Quattrocento ed attribuita a Benozzo Gozzoli ed un San Rocco -originariamente collocato nella chiesa di San Rocco nell'omonima località- attribuito al Domenichino (1581-1641) o a Mattia Farnese (1631-post 1681). Nell'ex-convento attiguo alla chiesa è oggi ospitato un Ostello della Gioventù gestito dal Comune.
La chiesa venne costruita probabilmente a cavallo tra Trecento e Quattrocento come sede dell'Arciconfraternita del Gonfalone di Marino. Nel 1580 l'Arciconfraternita concesse chiesa e terreni annessi ai padri Agostiniani, che edificarono presso la chiesa un convento rimasto aperto fino al 1807. Nel 1954 la chiesa è stata elevata a parrocchia, e nel 1964 ha subito un'importante opera di restauro.

#### Chiesa e convento del Santissimo Rosario

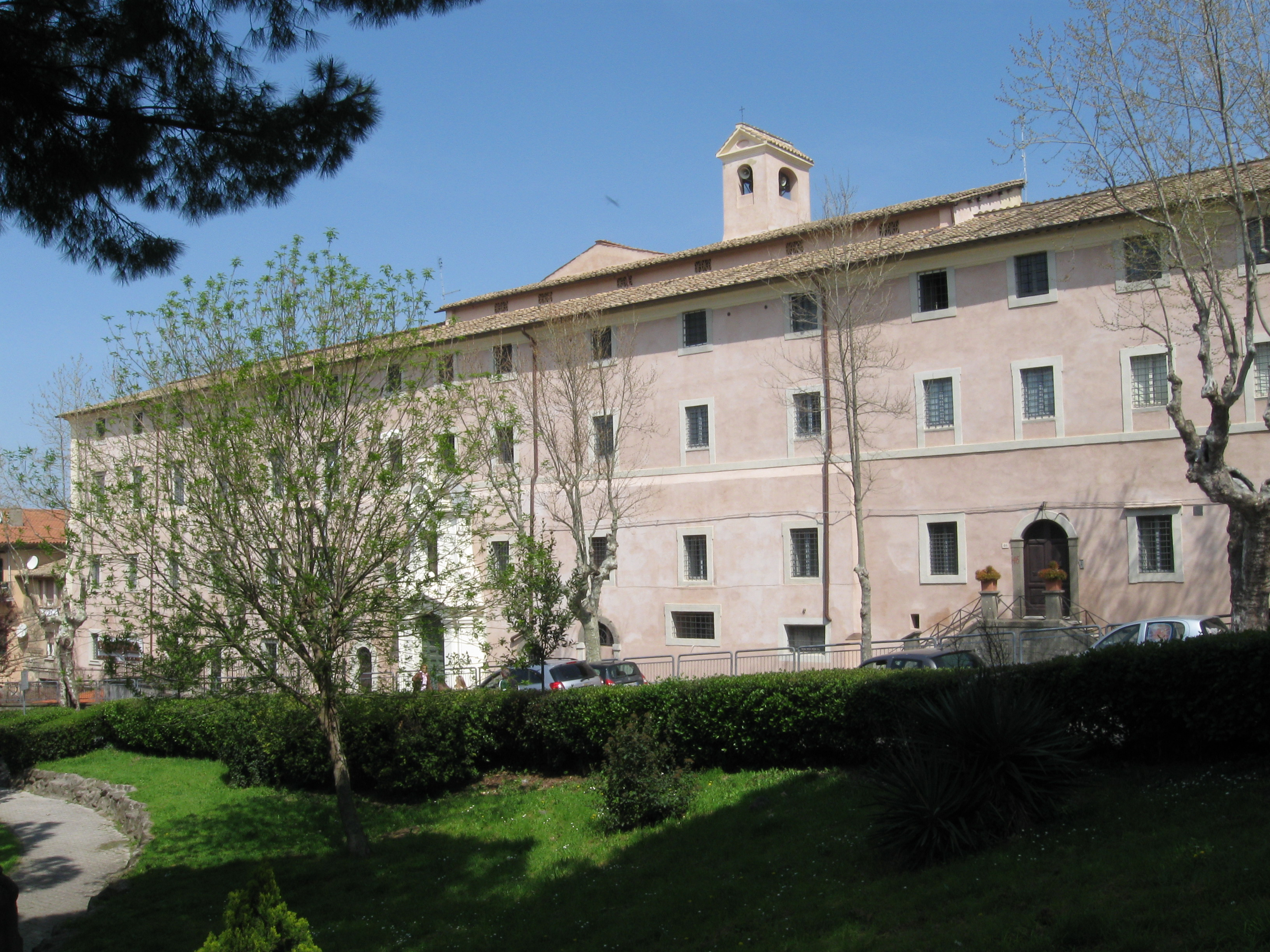
Il convento del Santissimo Rosario.

La chiesa conventuale di Maria Santissima del Rosario o di San Domenico è un luogo di culto cattolico annesso all'imponente edificio del convento delle suore domenicane di stretta osservanza. L'interno si sviluppa con una pianta a croce greca sormontata da cupola, il tutto rivestito da eleganti stucchi bianchi in stile rococò: la chiesa fu concepita dall'architetto Giuseppe Sardi (1630 circa-1699) e realizzata solo attorno al 1712.
Il convento venne fondato l'8 maggio 1675 con bolla di papa Clemente X, e la sua prima badessa fu madre Maria Isabella Colonna, sorella del duca di Marino Lorenzo Onofrio Colonna, suora del convento delle suore domenicane dei Santissimi Domenico e Sisto.

#### Chiesa e convento delle Piccole Sorelle dei Poveri
Il convento delle Piccole Sorelle dei Poveri (soprannominato "delle Monache Camporesi") è un istituto religioso fondato nel 1893 per la congregazione francese delle Piccole Sorelle dei Poveri e situato ai confini comunali con Grottaferrata, in un ampio edificio a due ale in forma di "H" in stile neogotico. La denominazione di "Camporesi" data alle religiose è legata ai vecchi proprietari dell'esteso fondo su cui sorge il convento, appunto i Camporese.

#### Chiesa di Sant'Antonio da Padova

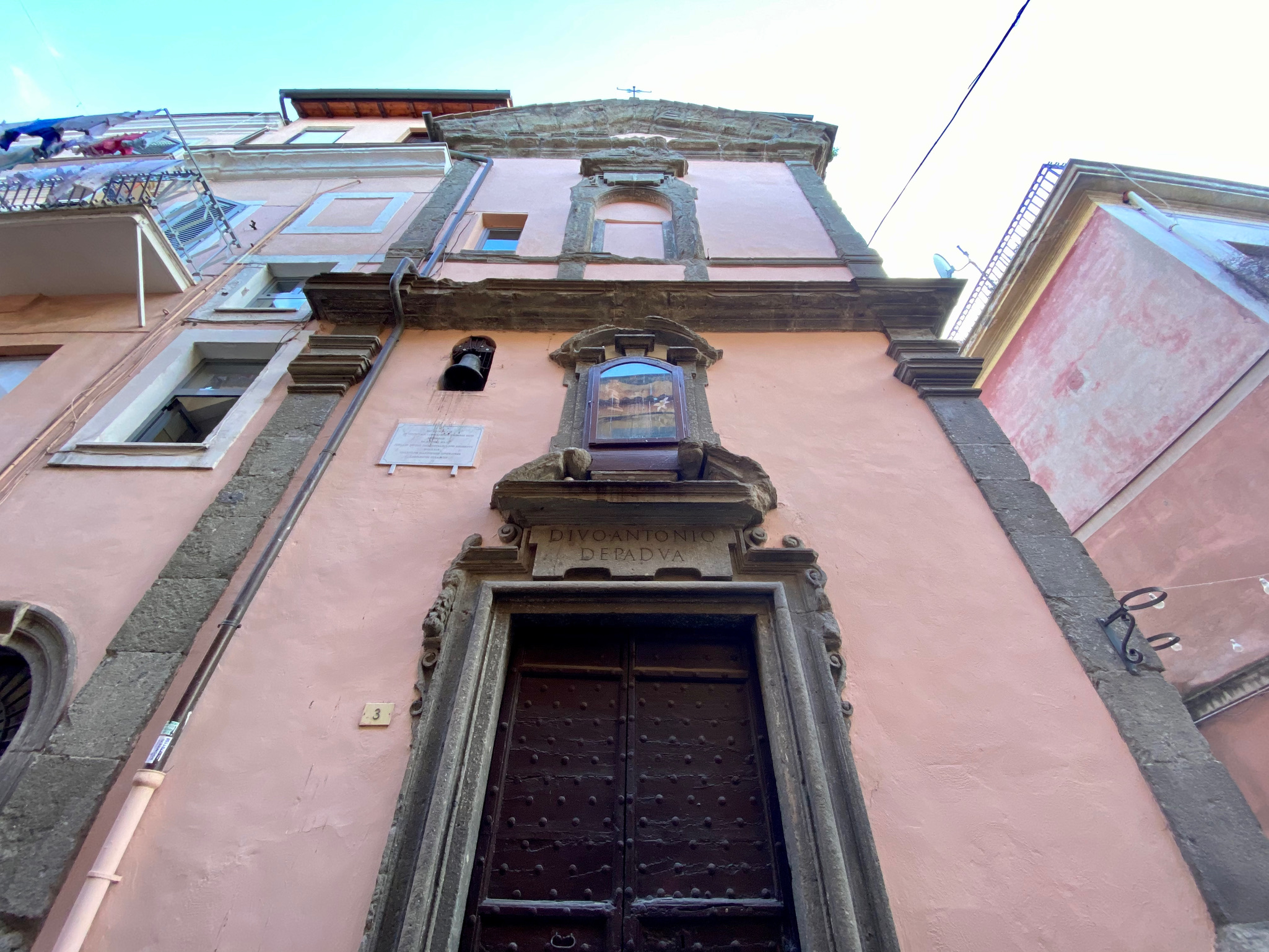
La facciata della chiesa di Sant'Antonio di Padova al rione Castelletto.

La chiesa di Sant'Antonio da Padova è un luogo di culto cattolico del centro storico di Marino. È una piccola cappella ad unica navata situata nel rione Castelletto. Questo piccolo luogo di culto cattolico venne costruito nel 1638 a servizio delle carceri antistanti, e fu affidato con ogni probabilità alla Confraternità della Carità, una delle numerose confraternite operative a Marino. L'aspetto attuale dell'edificio risale al 1665. La chiesa aveva lo scopo di essere luogo di raccoglimento per i detenuti e per i condannati a morte.

#### Santuario di Santa Maria dell'Acquasanta
Il santuario di Santa Maria dell'Acquasanta è il più antico luogo di culto mariano della città di Marino. Situato fuori dalla cerchia muraria basso-medioevale, nel quartiere Acquasanta, il santuario è composto da una torre parzialmente ricavata scavando nel peperino -la parte duecentesca- e in un pronao esterno -di costruzione ottocentesca-. La costruzione del santuario risale agli anni settanta del Duecento, anche se probabilmente la venerazione dell'immagine era più antica. Nel 1819 Francesco Fumasoni-Biondi finanziò la costruzione del pronao in peperino che costituisce l'odierna facciata, su progetto dell'architetto Matteo Lovati.

#### Altre chiese distrutte o sconsacrate
La chiesa di San Giovanni al rione Castelletto è stata la più antica chiesa cattolica del centro di Marino, fino alla riduzione dell'edificio ad uso profano decretata nel 1669. La chiesa venne edificata in epoca imprecisata nel cuore del borgo alto-medioevale: era ad una navata e non presentava alcuna rilevanza monumentale, almeno stando alle poche tracce ancora disponibili nell'indagine archeologica. Dopo la riduzione ad uso profano diventò ospedale per i monaci anziani o malati dell'abbazia di Santa Maria di Grottaferrata, prima di essere demolita ed inglobata dalla case.
La chiesa di Santa Lucia di Siracusa al rione Santa Lucia è stato il principale luogo di culto cattolico del centro di Marino fino alla riduzione dell'edificio ad uso profano avvenuta nel 1669. Fondata attorno al 1102 su un'antica cisterna romana adibita già a rudimentale luogo di culto cristiano, la chiesa venne ricostruita in stile gotico cisterciense ed ampliata attorno al 1225, probabilmente per interessamento della feudataria Giacoma de Settesoli. Elevata a basilica minore da papa Martino V, venne decretata inadatta al culto nel 1636 e definitivamente rimpiazzata dalla basilica di San Barnaba nel 1662. Dopo la sconsacrazione diventò lanificio, fienile, quindi tinello per la produzione del vino e solo nel 1850 tornò chiesa per iniziativa dei Missionari del Preziosissimo Sangue: requisita dal demanio nel 1873, diventò cinema, casa del fascio, dal 1974 spazio culturale e, dal 2000, sede del museo civico "Umberto Mastroianni".
L'oratorio di San Rocco era un piccolo oratorio cattolico situato lungo la via Maremmana Inferiore in direzione di Grottaferrata. Venne edificato da due devoti marinesi dopo la devastante peste del 1656, in onore di san Rocco protettore degli appestati: ogni anno il 16 agosto vi si celebrava una festa, ma dopo la distruzione dell'oratorio durante la seconda guerra mondiale l'usanza è andata a morire. Attualmente ciò che rimane dell'edificio religioso è adibito a privata abitazione.

### Architetture civili

#### Palazzo Colonna

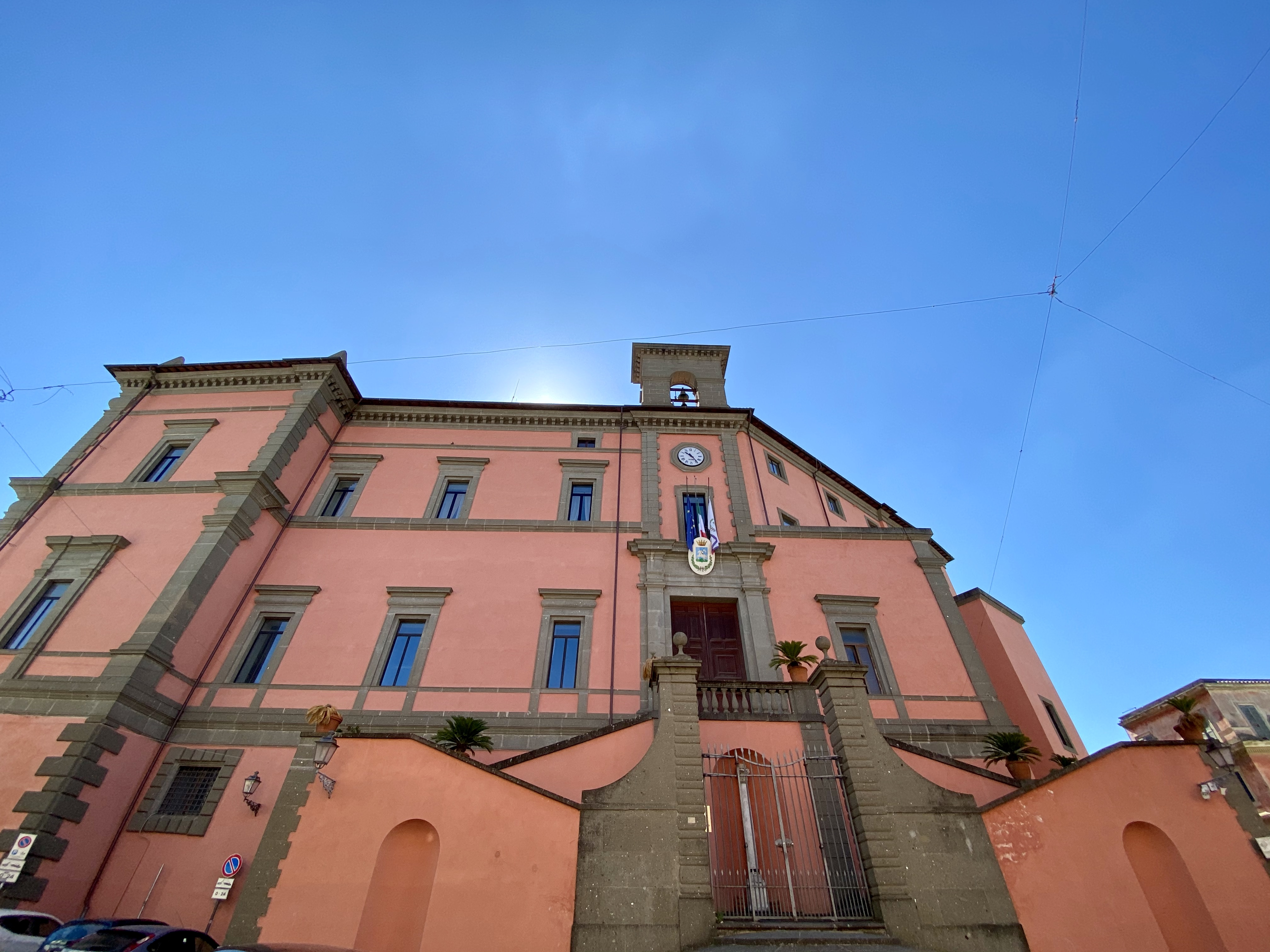
La facciata di Palazzo Colonna.

Il Palazzo Colonna di Marino è l'edificio più imponente del centro storico, residenza principale della famiglia Colonna nel feudo fino al 1916 e sede del governatore di Marino e Rocca di Papa fino al 1807. Attualmente ospita la residenza comunale. L'imponente edificio venne costruito tra gli anni trenta del Cinquecento e gli anni venti del Seicento a varie riprese; lavorarono alla fabbrica alcuni nomi illustri come Antonio da Sangallo il Giovane, Girolamo Rainaldi e, secondo la tradizione, anche Bramante.
L'edificio, acquisito in enfiteusi perpetua dal Comune di Marino nel 1916, è stato quasi completamente distrutto dal bombardamento aereo anglo-americano del 2 febbraio 1944 e ricostruito entro il 1958 rispettando sostanzialmente il progetto originale. All'interno, prima dei bombardamenti, si trovavano la serie completa dei ritratti dei Papi da san Pietro in poi, una ricca quadreria settecentesca, i reperti archeologici dell'antiquarium comunale e numerosi documenti d'archivio risalenti anche al Cinquecento.

#### Palazzo Comunale
Il Palazzo Comunale o Matteotti è un elegante edificio ottocentesco situato nella centralissima piazza Giacomo Matteotti, che fu sede del Comune di Marino tra il 1884 ed il 1916 e tra il 1945 ed il 1958. All'interno non sono presenti opere d'arte rilevanti, ad eccezione di alcuni affreschi naturalistici presenti negli ambienti ricavati dalla torre rotonda della Rocca Frangipane, inglobata nella fabbrica ottocentesca. Il costo per la costruzione dell'edificio fu preventivato nel 1879 in £ 138.771,73.
Nel 1879 venne approvato il progetto dell'architetto Raffaele Ingami per la costruzione del nuovo palazzo, ma solo nel 1881 la prefettura di Roma avviò gli espropri dei lotti interessati dall'edificazione della nuova sede comunale , che venne completata nell'agosto 1884. Nel 1916, dopo l'acquisizione da parte del Comune di Palazzo Colonna, la sede comunale si trasferì in quella più prestigiosa residenza fino a che non fu distrutta dal bombardamento aereo anglo-americano del 2 febbraio 1944: fino al completamento della ricostruzione di Palazzo Colonna la sede comunale fu nuovamente trasferita nel Palazzo Comunale, che prese nome dall'antistante piazza intitolata al deputato socialista vittima dello squadrismo fascista Giacomo Matteotti. Nel 1987 il palazzo è stato sgomberato e dichiarato inagibile: fu l'inizio di lunghi lavori messi in cantiere tra il 1990 ed il 2001 che hanno portato al restauro attuale dell'edificio, i cui primi due piani sono stati concessi dal Comune al noto istituto bancario Unicredit Banca di Roma -finanziatore dei restauri- per la durata di 99 anni.

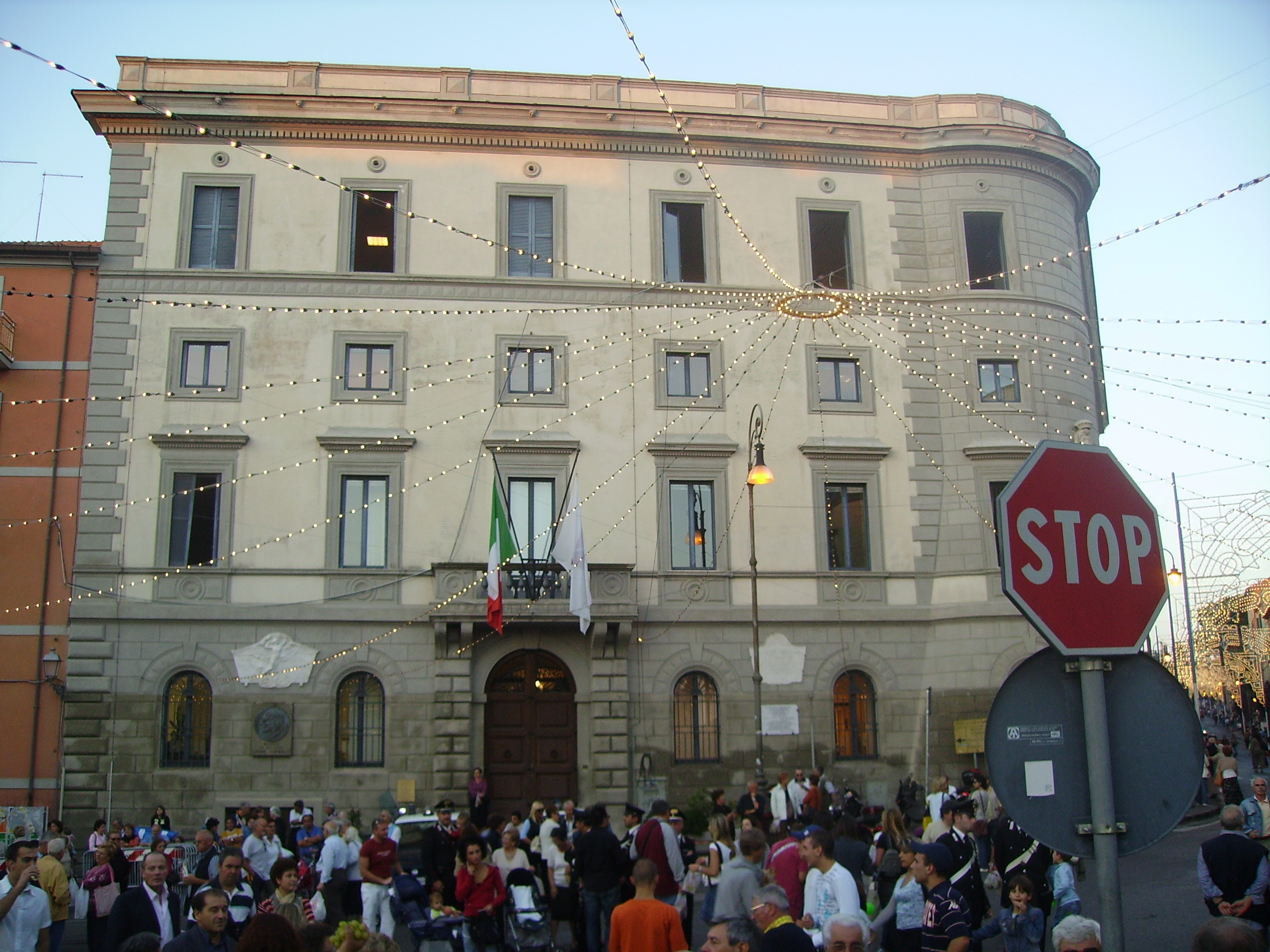
La facciata di Palazzo Matteotti.

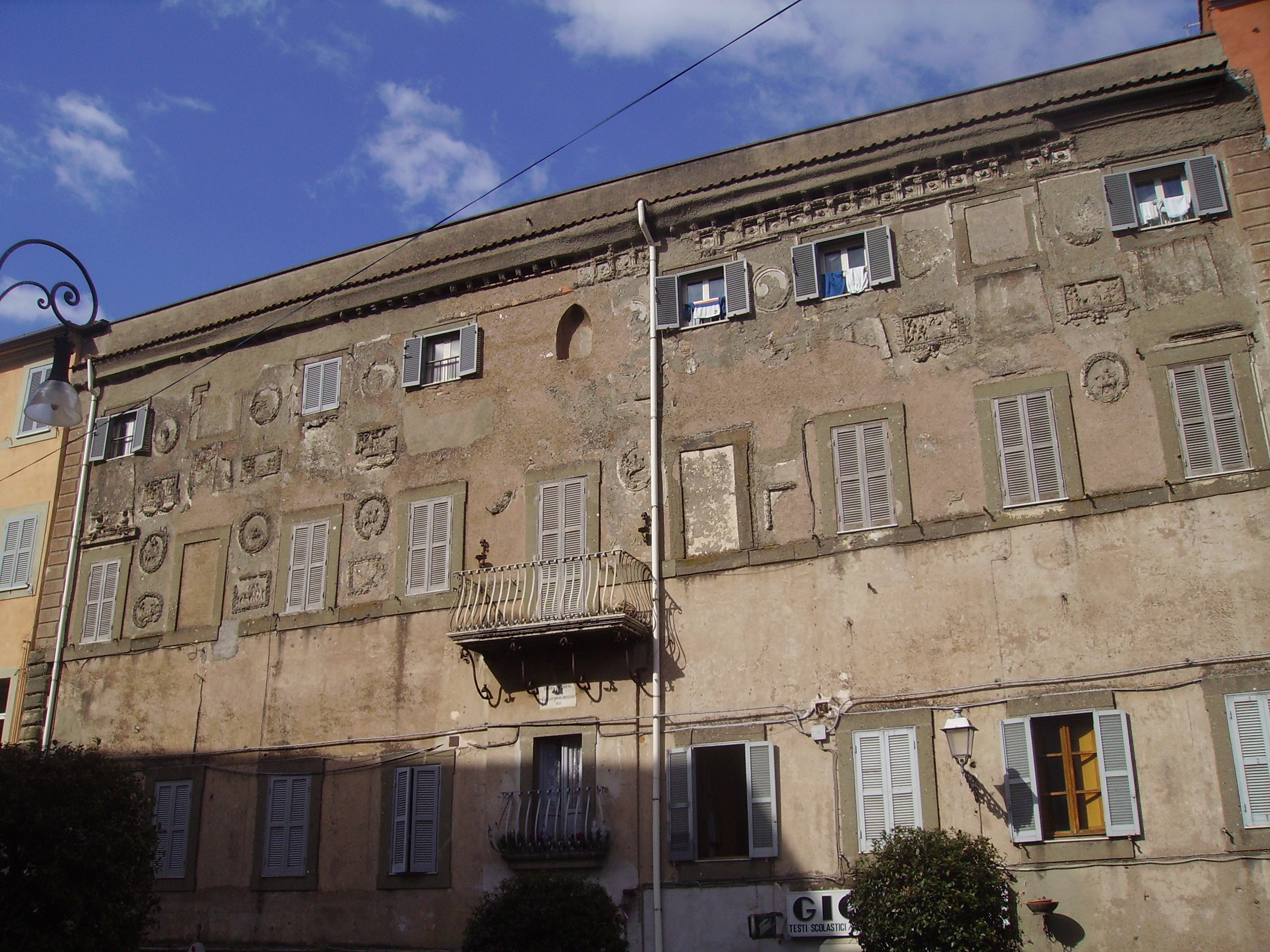
La facciata di Palazzo Castagna su corso Trieste.

#### Palazzo Bandinelli
Palazzo Bandinelli è una residenza patrizia edificata nel quartiere Borgo Garibaldi dal ricco cittadino romano Bartolomeo Bandinelli nel Quattrocento, ed in seguito donata all'Arciconfraternita di San Giovanni Decollato di Roma, che ha apposto il proprio stemma (una testa decapitata in un vassoio) sul portale. Attualmente è sede di una comunità "Nuovi Orizzonti". Nell'architettura del palazzo, è da notare l'altana centrale, probabile aggiunta seicentesca.

#### Palazzo Castagna
Il Palazzo Castagna è un'elegante residenza nobiliare edificata attorno al 1580 lungo corso Trieste dal cardinale Giovanni Battista Castagna, amico di Marcantonio II Colonna ed elevato al soglio pontificio con il nome di papa Urbano VII nel 1590 per la durata di tredici giorni -fu il pontificato più breve della storia-. La facciata in peperino, oggi piuttosto degradata, è notevole per i medaglioni raffiguranti scene sacre e profane.

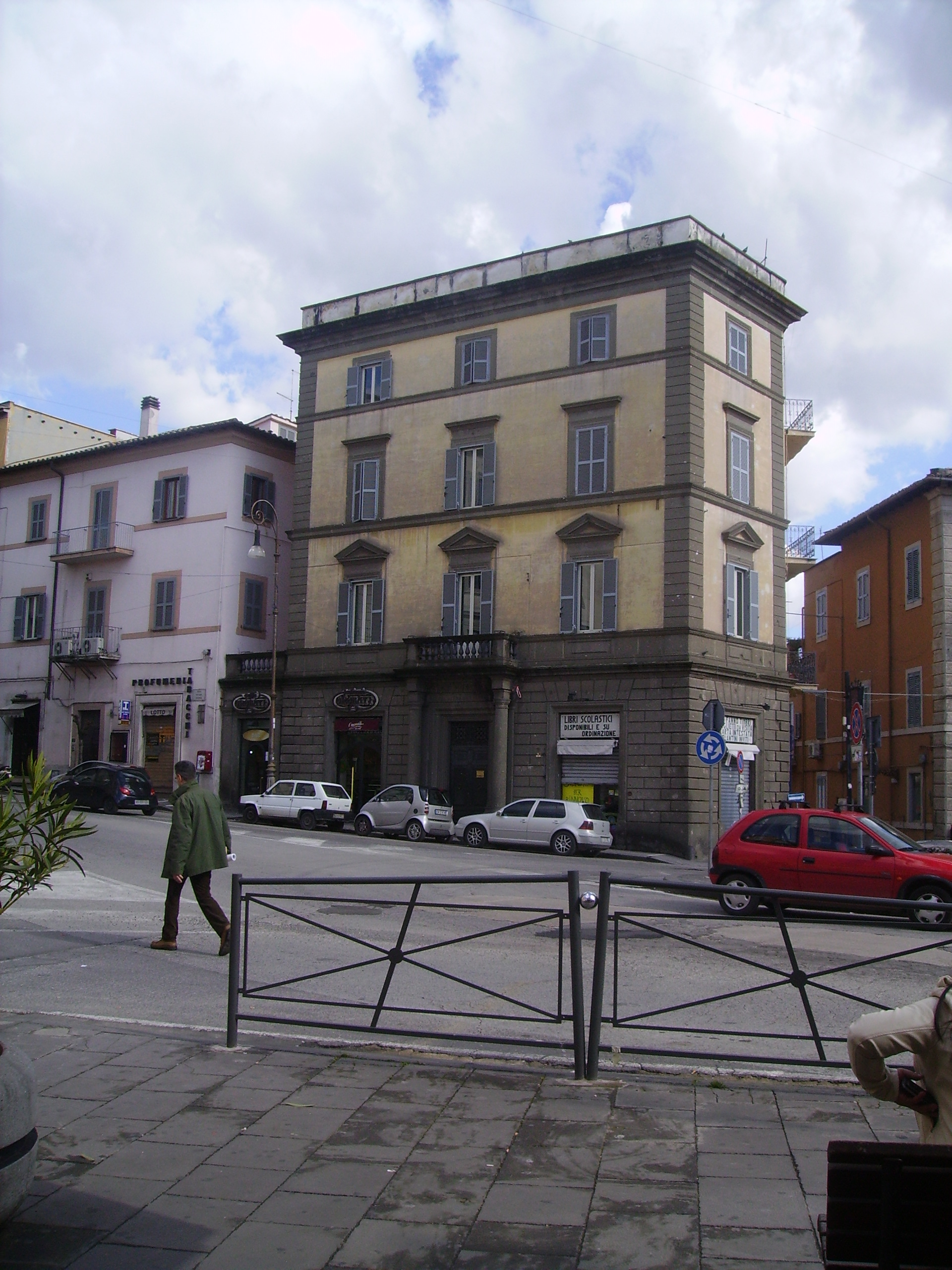
Palazzo Capri in piazza Giacomo Matteotti.

#### Palazzo Capri
Palazzo Capri venne edificato nel 1891 da Francesco Capri, esponente di una famiglia locale arricchitasi con l'imprenditoria legata all'estrazione del peperino: gli ornamento del palazzo infatti sono tutti in peperino, incluso il portale sorretto da due colonne e le finestre a timpano al primo piano e a stipite al secondo.

#### Ex-collegio dei padri Dottrinari
Il primo nucleo dell'ex-collegio dei padri Dottrinari venne edificato assieme alla chiesa della Santissima Trinità dai Chierici Regolari Minori attorno al 1635. In seguito questa congregazione abbandonò l'edificio, e solo papa Gregorio XVI nel 1837 ordinò che si aprisse a Marino una scuola superiore retta dai padri Dottrinari. L'edificio venne ampliato negli anni cinquanta dell'Ottocento per rispondere alle nuove esigenze. I religiosi furono cacciati nel dicembre 1870, con la chiusura delle scuole religiose decretata dal consiglio comunale a maggioranza anti-clericale: l'edificio venne incamerato al Demanio nel 1873 ed acquistato dal marchese Francesco Fumasoni Biondi, il cui figlio Achille fece aprire nei locali dell'ex-collegio una "regia scuola professionale" (1919), che col tempo è diventata l'attuale istituto statale d'arte "Paolo Mercuri". Questa scuola, resa pubblica nel 1921/1922, negli anni novanta è tornata ad avere sede nei prestigiosi locali dell'ex-collegio.

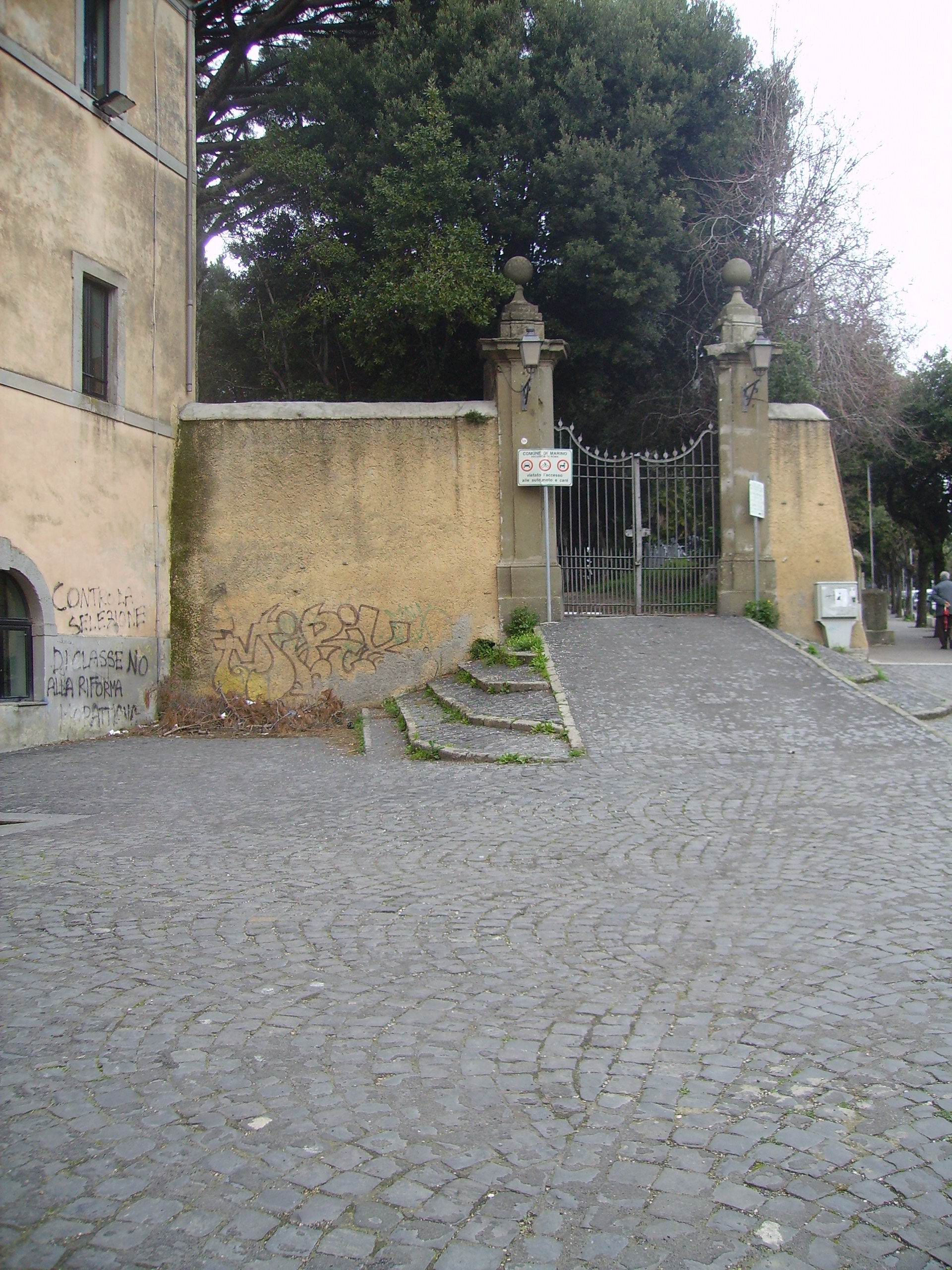
Un ingresso al parco pubblico di villa Desideri.

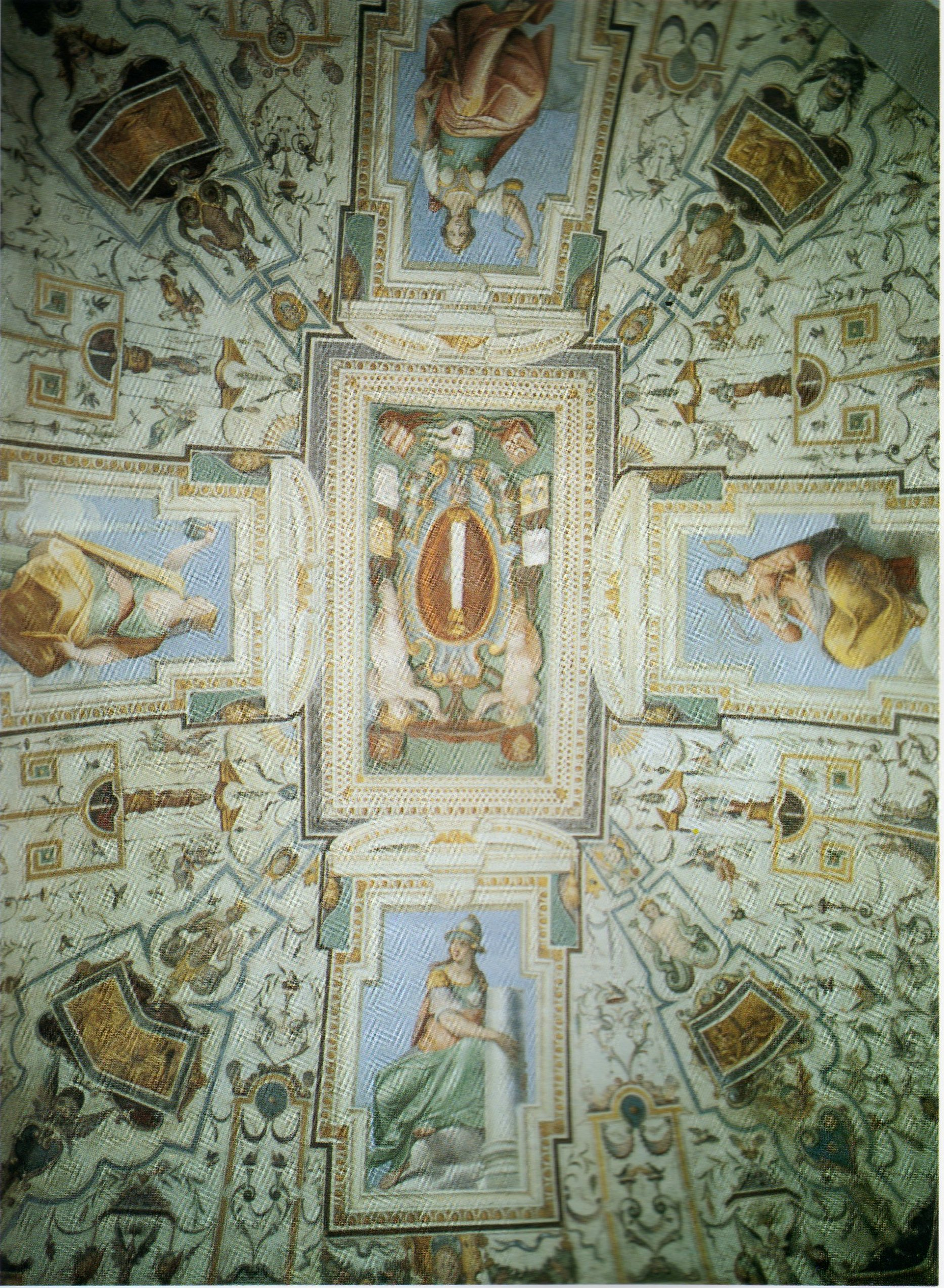
Il soffitto affrescato del Casino Colonna, nel complesso dei Giardini Colonna.

#### Ex-convento dei padri agostiniani
L'ex-convento dei padri Agostiniani venne edificato nell'attuale quartiere Borgo Garibaldi dai padri Agostiniani non appena entrarono in possesso della chiesa di Santa Maria delle Grazie nel 1580, presso la chiesa stessa. I religiosi abitarono il convento fino al 1874, tranne che durante la parentesi dell'occupazione napoleonica (1807-1814). Attualmente il convento, segnato da interventi settecenteschi, ospita l'ostello della gioventù comunale.

#### Villa Colonna di Belpoggio
La villa Colonna di Belpoggio (meglio nota come parco pubblico di Villa Desideri) è stata una villa suburbana della famiglia Colonna, ed oggi è la principale area di verde pubblico del centro storico. La villa venne costruita nella prima metà del Seicento per volere di Filippo I Colonna che la dedicò alla moglie Lucrezia Tomacelli: in seguito, alla fine del Settecento, la proprietà venne venduta a Marianna dei Conti di Marsciano che apportò numerosi cambiamenti sotto la direzione dell'architetto Luigi Agostini. In seguito la villa venne acquistata dalla famiglia dei marchesi Desideri che lottizzarono gran parte del perimetro del parco (all'interno del quale è nato il quartiere Villa Desideri) e cedettero quanto rimaneva al Comune di Marino. La villa settecentesca, di forma cubica a tre piani, è stata rasa al suolo durante la seconda guerra mondiale: nell'edificio ricostruito è ospitata la biblioteca comunale "Vittoria Colonna".

#### Villa Colonna di Bevilacqua
La villa Colonna di Bevilacqua (meglio nota come Villa Colizza) è stata una villa suburbana edificata in origine dalla famiglia Colonna nella prima metà del Seicento all'ingresso del paese lungo la via Castrimeniense: in seguito la villa venne acquistata ed ampliata dalla locale famiglia borghese dei Colizza, ed oggi ospita un istituto religioso di suore. Notevole il portale in peperino che prospetta sulla Strada Provinciale 73/a Via Castrimeniense.

#### Barco Colonna
Il Barco Colonna (noto anche come Parco della Rimembranza) è stato un'area verde suburbana recintata dalla famiglia Colonna alla fine del Cinquecento, in un'area del Bosco Ferentano attraversata dalla marana delle Pietrare. All'interno del parco, concesso in enfiteusi al Comune di Marino nel 1916, sorge un arco bugnato in peperino costruito nel 1590 dal cardinale Ascanio II Colonna, assieme ad un complesso di statue e fontane monumentali di cui resta ben poco tra la vegetazione. Al posto del teatro delle acque collocato al centro della cascatella formata dalle acque del Caput Aquae Ferentinum, oggi sorge una cabina dell'acquedotto comunale.

#### Giardini Colonna

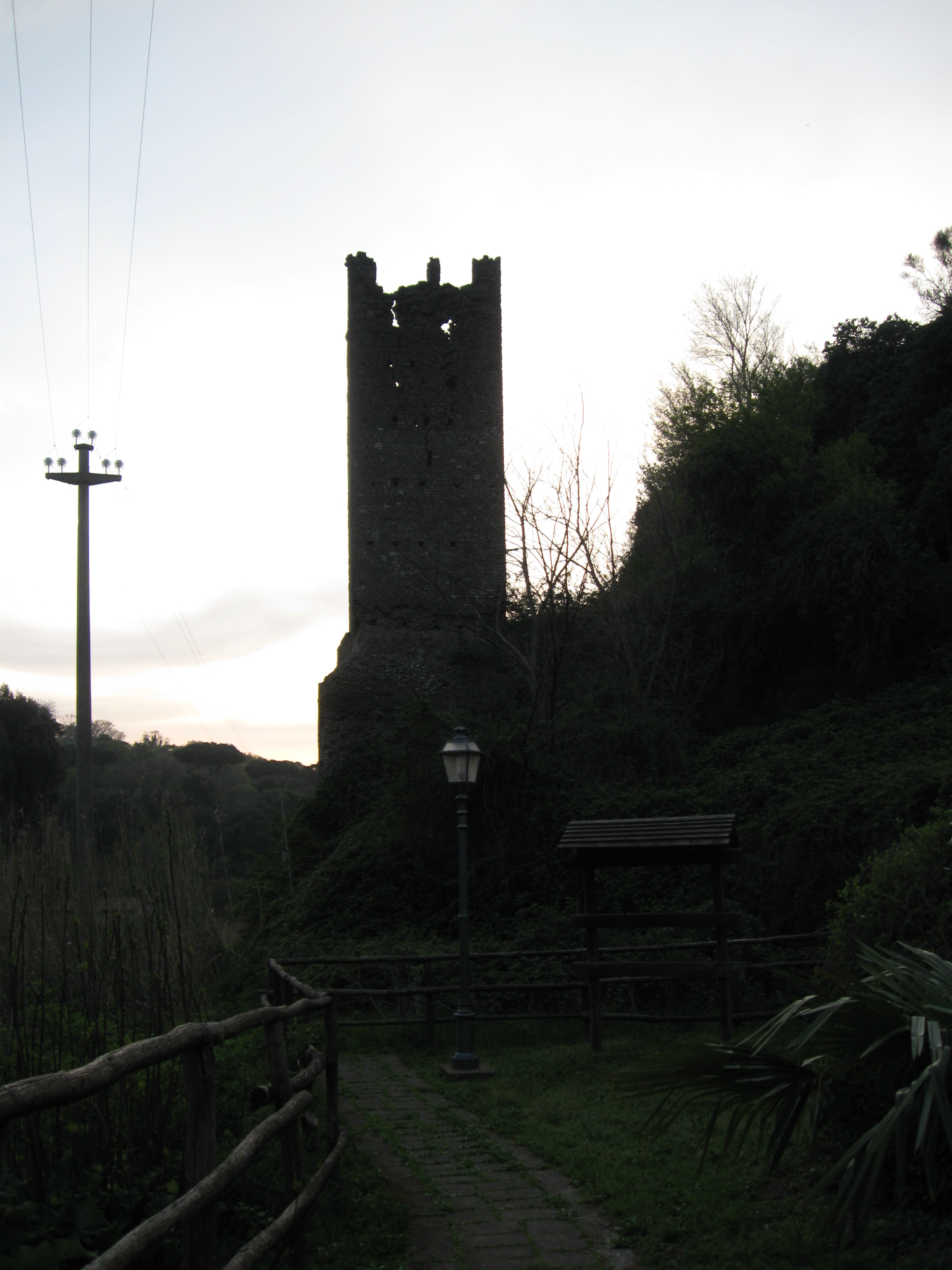
La Torre d'Ammonte nel quartiere Acquasanta.

Il primo nucleo dei Giardini Colonna (il "Giardino Vecchio") venne realizzato da Ascanio I Colonna attorno al 1532. Fu il cardinale Ascanio II Colonna attorno al 1584 ad ordinare l'ampliamento dell'area verde (il "Giardino Nuovo"), occupando le terre comunitarie concesse agli abitanti più poveri: evento questo che scatenò il malcontento popolare. culminato in una rivolta di popolo nel 1599. Il cardinale fece anche edificare la palazzina del Casino Colonna, ad oggi l'unica parte rimanente del complesso, completamente affrescata da un abile maestro anonimo. I Giardini, ancora esistenti alla fine del Settecento tanto da suscitare ammirazione nei viaggiatori del Grand Tour, decaddero nel corso dell'Ottocento e negli anni quaranta di questo secolo furono venduti dai Colonna alla famiglia marinese dei Batocchi, che riconvertirono il suolo ad uso agricolo. Nei primi anni del Novecento iniziò la lottizzazione che ha portato alla nascita di un intero quartiere sull'area degli antichi giardini ducali. Nel Casino, restaurato nel 1960 e nel 2007, si sono succeduti proprietari illustri come Alberto Moravia ed Umberto Mastroianni.

#### Villa Sara-Gabrielli
Villa Sara-Gabrielli è una villa suburbana situata tra le attuali via dei Laghi e via Spinabella in località Montecrescenzo, edificata negli anni settanta del Settecento dal marchese Angelo Gabrielli.

### Architetture militari
Marino fin dal Medioevo ha acquistato una grande importanza dal punto di vista militare e strategico nell'area dell'Agro Romano. La cerchia muraria di Marino risale probabilmente all'alto Medioevo ma è stata in larga parte ampliata nel Trecento: inoltre, l'abitato è stato fortificato da ben due castelli, la Rocca Frangipane collocata nell'area dell'attuale piazza Giacomo Matteotti e di edificazione duecentesca e la Rocca Orsini, di edificazione trecentesca, convertita in Palazzo Colonna nel Cinquecento. Tre le porte che si aprivano nella cerchia muraria, Porta Romana e Porta Giordana in direzione di Roma e 'a Porta nell'area dell'attuale piazza Matteotti lungo la via Maremmana Inferiore. Altre fortificazioni vennero edificate lungo la marana delle Pietrare nel corso del Trecento, come testimonia la presenza della Torre d'Ammonte.

### Altro

#### Fontane e fontanili

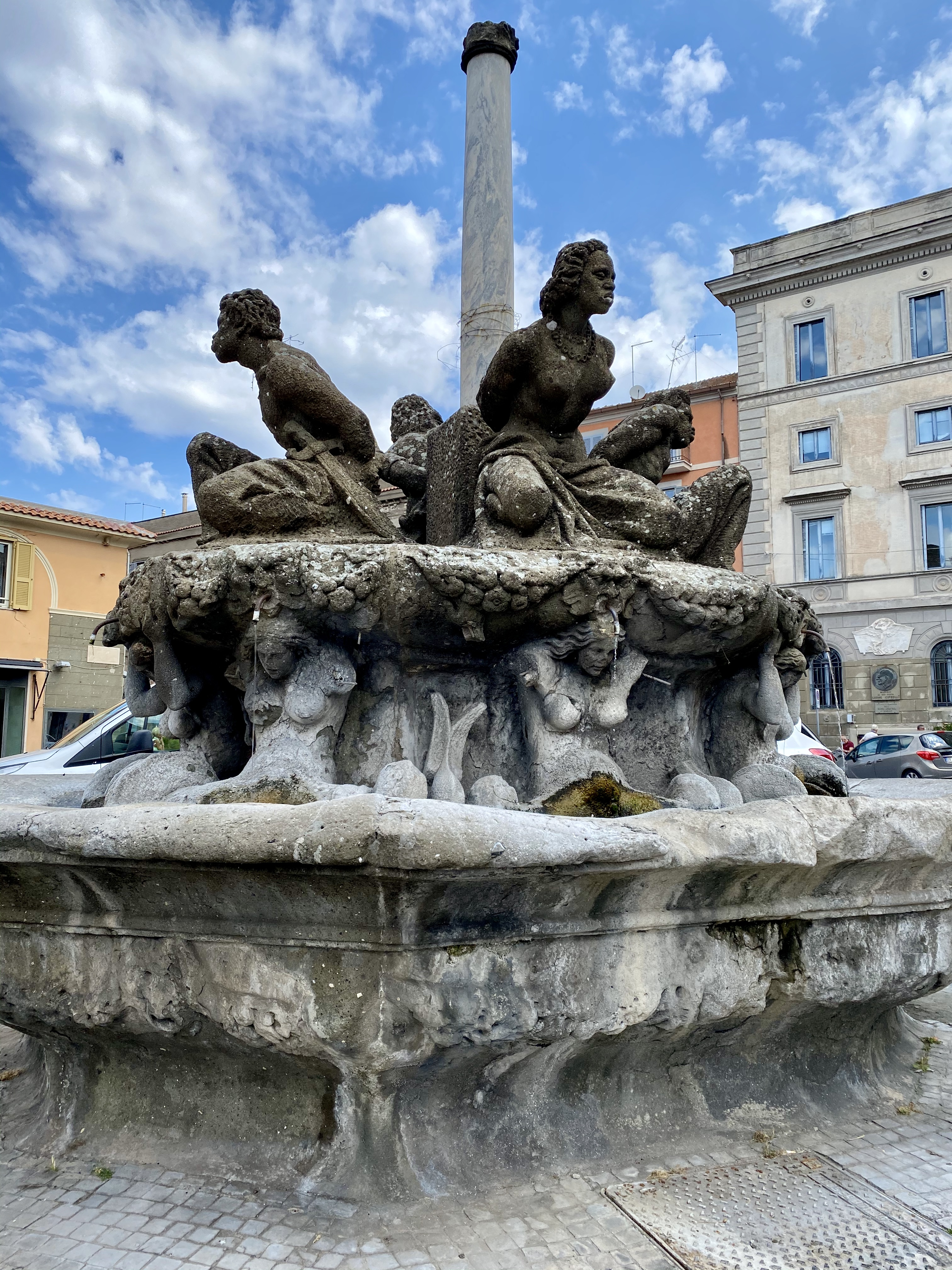
La fontana dei Quattro Mori in piazza Giacomo Matteotti.

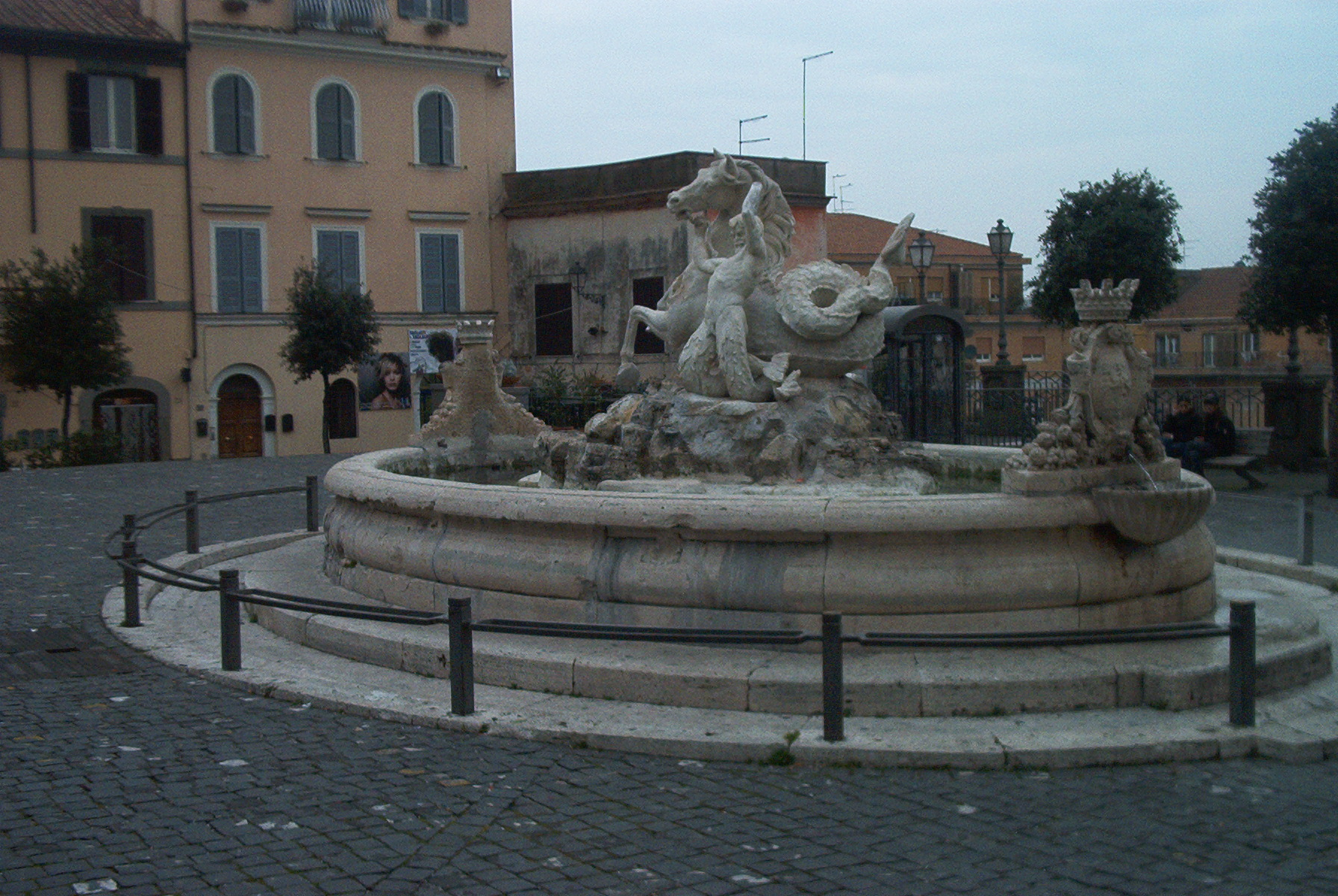
La fontana del Nettuno in piazza San Barnaba.

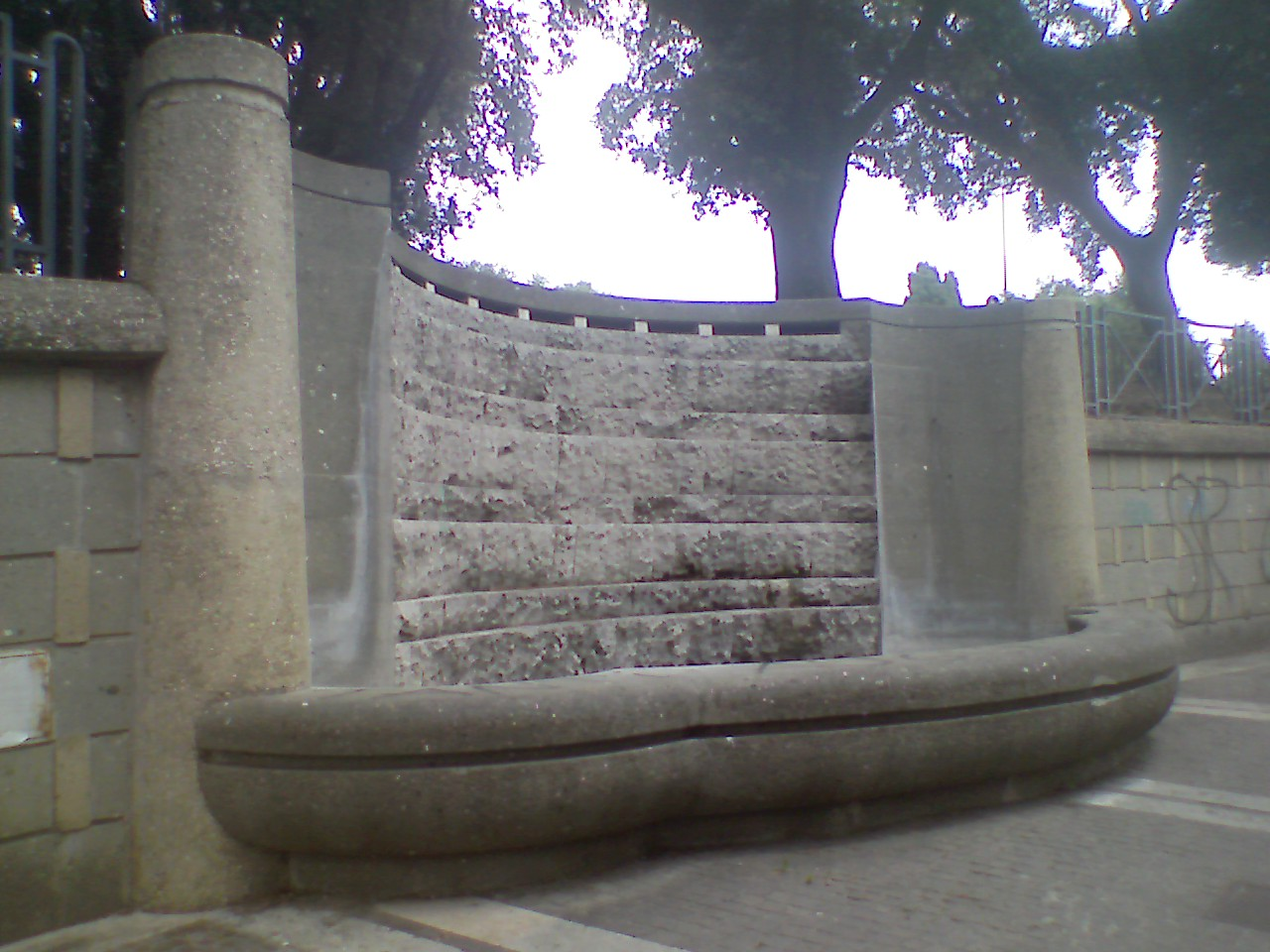
La fontana di corso Vittoria Colonna.

- Fontana dei Quattro Mori. La fontana, diventata ai nostri giorni il simbolo della città, venne realizzata nel 1632 su commissione della Comunità marinese, in memoria della vittoria di Marcantonio II Colonna, ammiraglio della flotta pontificia, nella battaglia di Lepanto del 1571. Un primo progetto venne realizzato dall'architetto Sergio Ventura, e prevedeva una vasca in peperino sormontata da un obelisco: tuttavia lo scultore chiamato all'opera, Pompeo Castiglia, volle aggiungere sulla vasca otto sirene, simbolo araldico della famiglia Colonna, ed il duca Filippo I Colonna volle sostituire all'obelisco centrale una colonna in marmo bianco a cui fossero legati quattro mori in peperino, per ovvi motivi legati alla celebrazione della sua famiglia.[124] La fontana così stravolta venne messa in opera dal Castiglia con l'aiuto dello scalpellino Pietro Taccia, e consegnata alla Comunità. Tuttavia, se il preventivo iniziale ammontava a 150 scudi pontifici, in corso d'opera si erano aggiunti altri 40 scudi e la Comunità si rifiutò di pagare:[124] iniziò una controversia legale risolta dall'uditore giudiziario ducale con l'obbligo per la Comunità di pagare, suo malgrado, tutto il conto maggiorato, dato che la fontana era un'opera di pubblica utilità.[124] La collocazione originaria era nell'attuale piazza Lepanto, nel cuore del centro storico, stretta tra Palazzo Colonna e la basilica di San Barnaba: ma dopo la distruzione della parte superiore della fontana a seguito del bombardamento anglo-americano del 2 febbraio 1944, la fontana ricostruita dallo scultore Renato Marino Mazzacurati e dagli scalpellini Franco Morando e Sandro De Nicola nel 1969 venne collocata al centro di piazza Giacomo Matteotti,[125] dove rimane ancora oggi. La fontana è diventata famosa a partire dal 1925 come teatro privilegiato del cosiddetto "miracolo delle fontane che danno vino" che si compie durante la Sagra dell'Uva, la prima domenica di ottobre.
- Fontana del Nettuno o del Cavallo.[126] La fontana, collocata al centro di piazza San Barnaba davanti alla facciata della basilica di San Barnaba, consiste in una vasca ellittica[126] di travertino con due fontanelle laterali ed al centro un pregevole gruppo scultoreo in marmo bianco del Nettuno con Tritone. La fontana venne commissionata dal Comune nel 1889 allo scultore Michele Tripisciano.[126] In origine, la fontana era protetta da una cancellata in ferro battuto, tolta durante l'autarchia imposta dal regime fascista ("ferro alla patria"), quindi ricollocata negli anni settanta e definitivamente eliminata nel 1987.[126] Alcuni restauri alla fontana, danneggiata in maniera non rilevante nella seconda guerra mondiale, sono stati compiuti dallo scultore marinese Giorgio Fanasca.[126]
- Fontanile d'Ammonte. Il lavatorio pubblico presso le Cave di Peperino, meglio noto come fontanile d'Ammonte, è posto nel vallone ai piedi del centro storico bagnato dalle acque della marana delle Pietrare e dominata dalla diruta e caratteristica Torre d'Ammonte. Attualmente diruto ed abbandonato all'interno del parco pubblico curato dal comitato del quartiere Acquasanta, è stato usato come lavatoio fino agli anni trenta del Novecento.
- Fontanile Comunale. Il fontanile è stato costruito nel 1896 dal Comune come abbeveratoio pubblico all'epoca collocato ai margini dell'abitato, nel quartiere Borgo Garibaldi, lungo la strada più trafficata verso Roma, la strada provinciale 73/a via Castrimeniense o Romana. Alla fine degli anni novanta, dopo un lungo periodo di abbandono, è stato restaurato.[127]
- Fontanile "di Gaudenzio". Questo antico e semplice fontanile pubblico era collocato nel cuore del rione Coste, a ridosso delle cosiddette "mura bramantesche" di Palazzo Colonna, un tratto di mura plausibilmente avanzo dell'antica rocca trecentesca degli Orsini che la tradizione tende ad attribuire a Bramante. La denominazione popolare di questo fontanile era "di Gaudenzio" per ignoti motivi; ad ogni modo oggi non è più esistente, poiché è stato eliminato nel secondo dopoguerra e rimpiazzato da posti auto.
- Fontana di via Giuseppe Garibaldi. La fontana di via Giuseppe Garibaldi consiste in un ampio catino da cui sgorga acqua, addossato alla doppia rampa della scalinata monumentale che collega la via alla soprastante piazza San Barnaba. È stata costruita negli anni sessanta dal Comune, e nel luglio 2008 è stata restaurata in occasione dell'intitolazione della scalinata all'ex-abate parroco della basilica di San Barnaba Giovanni Lovrovich.
- Fontana di piazza Giuseppe Garibaldi. La fontana di piazza Giuseppe Garibaldi nel quartiere Borgo Garibaldi è collocata al centro del cosiddetto "Giardinaccio", l'area verde che occupa il centro della piazza stessa. La fontana, consistente semplicemente in una vasca circolare dai cui lati partono spruzzi d'acqua, è stata realizzata durante la risistemazione della piazza in occasione del campionato mondiale di calcio 1990, quando Marino ospitò il ritiro ufficiale della nazionale di calcio dell'Italia.[128]
- Fontana di corso Vittoria Colonna. La fontana, che consiste in una parete da cui cadono getti d'acqua in una vasca tondeggiante, è stata realizzata negli anni novanta, anch'essa in occasione del campionato mondiale di calcio 1990, ed è addossata al muro di recinzione del parco pubblico di Villa Desideri prospettante su corso Vittoria Colonna.

#### Monumenti

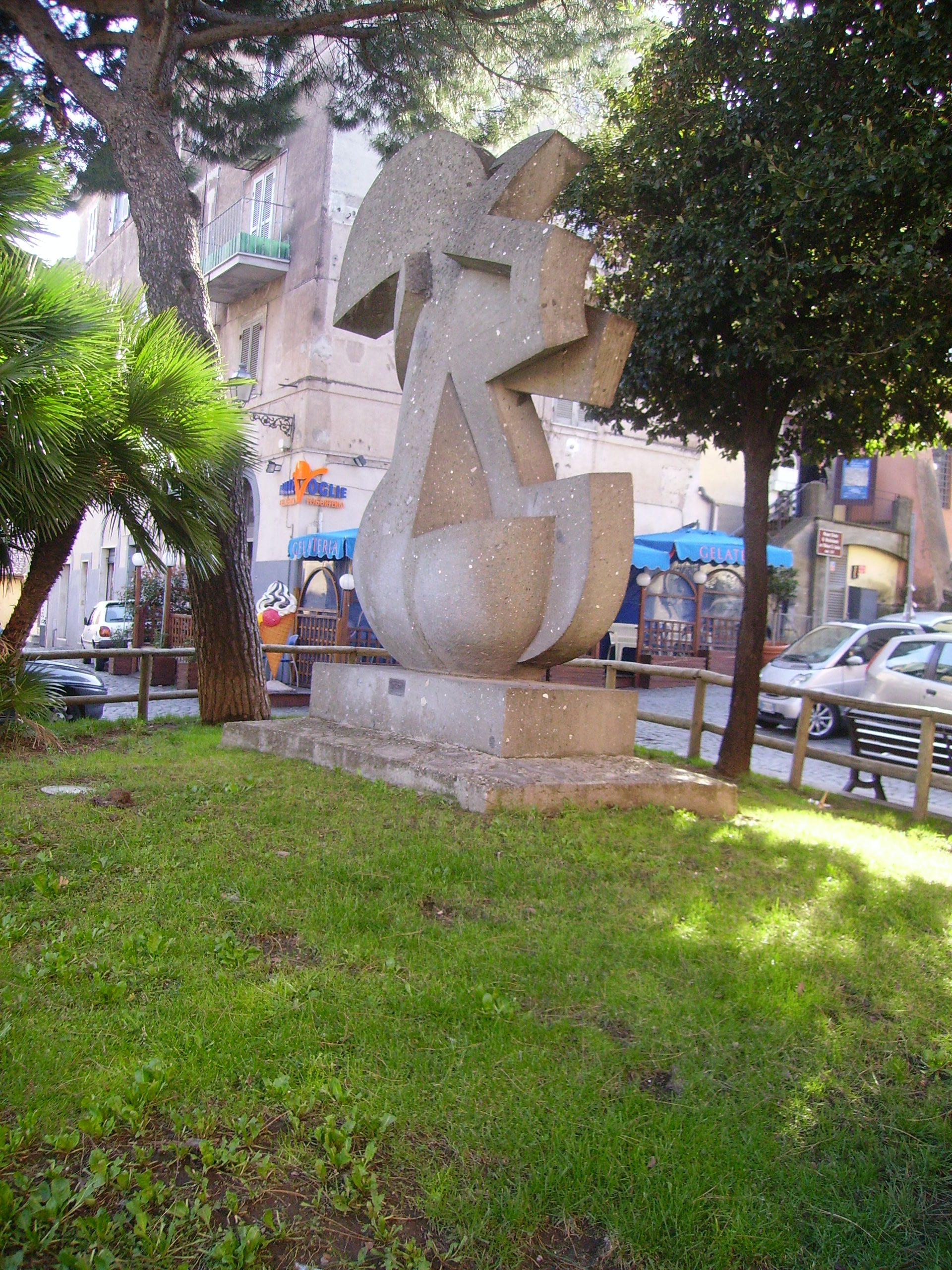
Il monumento alla Fratellanza dei Popoli di Paolo Marazzi (1977)

- Monumento ai Caduti. Il primo monumento ai Caduti della prima guerra mondiale venne scolpito da Ettore Ferrari (1845 - 1929) e collocato in piazza Giacomo Matteotti -che all'epoca si chiamava piazza XXVIII Ottobre-.[129] Il monumento venne completamente distrutto durante il bombardamento aereo anglo-americano del 2 febbraio 1944,[129] ed un nuovo monumento, opera di Gaetano Miarelli Mariani e Sandro Benedetti, venne inaugurato solo il 2 febbraio 1969 sul belvedere di piazzale degli Eroi.[129] Anche questo monumento venne smantellato, durante i lavori di costruzione del parcheggio sotterraneo al piazzale -realizzato e mai inaugurato-, e solo nel 1998 venne inaugurato l'attuale monumento ai Caduti di tutte le guerre, opera dello scultore Alberto Piras. Il monumento di Ettore Ferrari, in bronzo, rappresentava un soldato vestito solo di un elmo greco con la mano destra protesta verso l'alto e la fiaccola della vita nella mano sinistra.[129] Il secondo monumento invece ricordava un'ara pagana in peperino, circondata da lunghe lastre di acciaio innalzate verso l'alto.[129] Il monumento attuale, invece, è un gruppo scultoreo composto da un cavallo fiancheggiato da vecchi che piangono un caduto, e attorno donne in lacrime.
- Monumento alla Fratellanza dei Popoli. Questo monumento è stato ricavato da un monolite di peperino[129] ed è un'opera dello scultore marinese Paolo Marazzi eseguita nel 1978[130] in occasione della 1ª Biennale della Pietra Albana, collocata al centro di un'aiuola in piazza Giacomo Matteotti il 25 aprile 1978.[129]
- La Famiglia. Opera recente, ricavata da un monolite di peperino, eseguita dallo scultore giapponese Kazuto Kuetani nel 1980[131] in occasione della 2ª Biennale della Pietra Albana. Oggi è collocata in uno spiazzo presso la Biblioteca Comunale Vittoria Colonna nel parco pubblico di Villa Desideri.
- Opera dedicata alla mitologia spagnola. Opera recente dello scultore spagnolo Luis Ramos, ricavata da un monolite di peperino, è stata eseguita in occasione della 7ª Biennale della Pietra Albana del 1990.[131] Oggi è collocata nel giardino di via cave di peperino.
- Il Guerriero. Opera recente in bronzo dello scultore Umberto Mastroianni, donato dall'autore al Comune e collocato nei primi anni novanta in largo Guglielmo Oberdan, ai piedi di Palazzo Colonna.
- Uomo con Angelo. Opera recente della scultrice francese Sylvie Kleine realizzata in un monolite di peperino e collocata davanti alla sede principale della Banca di Credito Cooperativo San Barnaba in via Giuseppe Garibaldi.
- Forme Marine.

Opera dello scultore Mario Gavotti
è stata eseguita nella biennale di scultura del 1980.
Collocata presso il parco S.Rocco.

### Aree archeologiche
(Athanasius Kircher, Latium. Id est, nove e parallela Latii tum vereteris tum novi descriptio, libro II parte II cap. VII p. 81.)

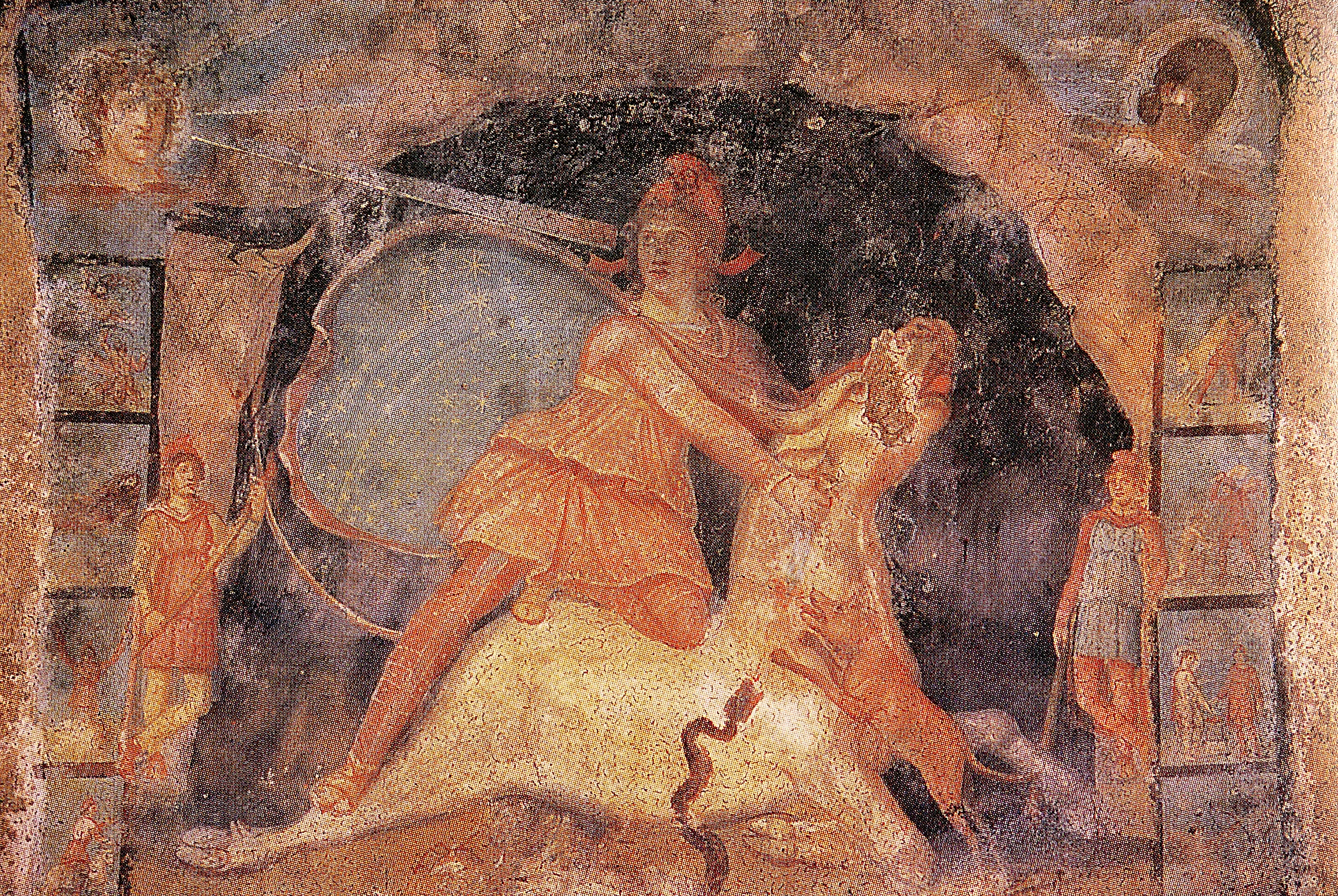
La Tauroctonia del mitreo di Marino.

Il territorio marinese è stato sempre molto generoso nel restituire reperti archeologici. Una delle opere più celebrate è stata l'Apoteosi di Omero, rinvenuta nel Seicento nell'attuale territorio comunale di Ciampino, ed oggi conservata presso il British Museum di Londra, tanto che il Comune di Ciampino ha intenzione di chiederne la restituzione. Alcuni reperti archeologici, sia preistorici che romani, erano conservati presso l'Antiquarium Comunale ospitato prima della seconda guerra mondiale a Palazzo Colonna: buona parte di essi sono andati perduti nei bombardamenti del 1944, mentre altri furono conservati nei magazzini dell'Istituto statale d'arte Paolo Mercuri fino all'apertura, nel 2000, del Museo Civico Umberto Mastroianni.
Nell'area del centro storico, i reperti archeologici più antichi sono quelli già menzionati relativi alle necropoli del VII secolo a.C. scoperte in località Riserva del Truglio, Costa Caselle, Monte Crescenzo, Campofattore e Pascolari di Castel Gandolfo. L'esatta ubicazione di queste necropoli oggi è andata perduta, sommersa dall'espansione urbanistica novecentesca.
I reperti relativi al Locus Ferentinae in località Prato della Corte -probabilmente, il summenzionato foro di Alba Longa-, individuati già da Girolamo Torquati sono oggi completamente soffocati, se non distrutti, dall'espansione dell'abusivismo edilizio e dal via libera concesso nel 2008 alla costruzione di 462 appartamenti di edilizia economica e popolare.
Durante i lavori di restauro della ex-chiesa di Santa Lucia -oggi sede del Museo Civico Umberto Mastroianni- sotto al pavimento della chiesa duecentesca è stata messa in luce una cisterna romana, che probabilmente aveva la funzione di servire l'abitato antico di Castrimoenium. Ciò dunque avvalora l'ipotesi che questo sorgesse nell'area del rione Castelletto.
Nel 1962 in una cantina situata nel rione Coste, lungo la scalinata che conduce alla stazione ferroviaria di Marino, venne trovato casualmente il celebre mitreo di Marino: datato al II secolo ed installatosi in una cisterna in abbandono, il mitreo marinese è uno dei tre mitrei affrescati presenti in Italia -gli altri sono il mitreo Barberini a Roma ed il mitreo di Santa Maria Capua Vetere- ed uno dei migliori al mondo per qualità pittorica.

### Aree naturali

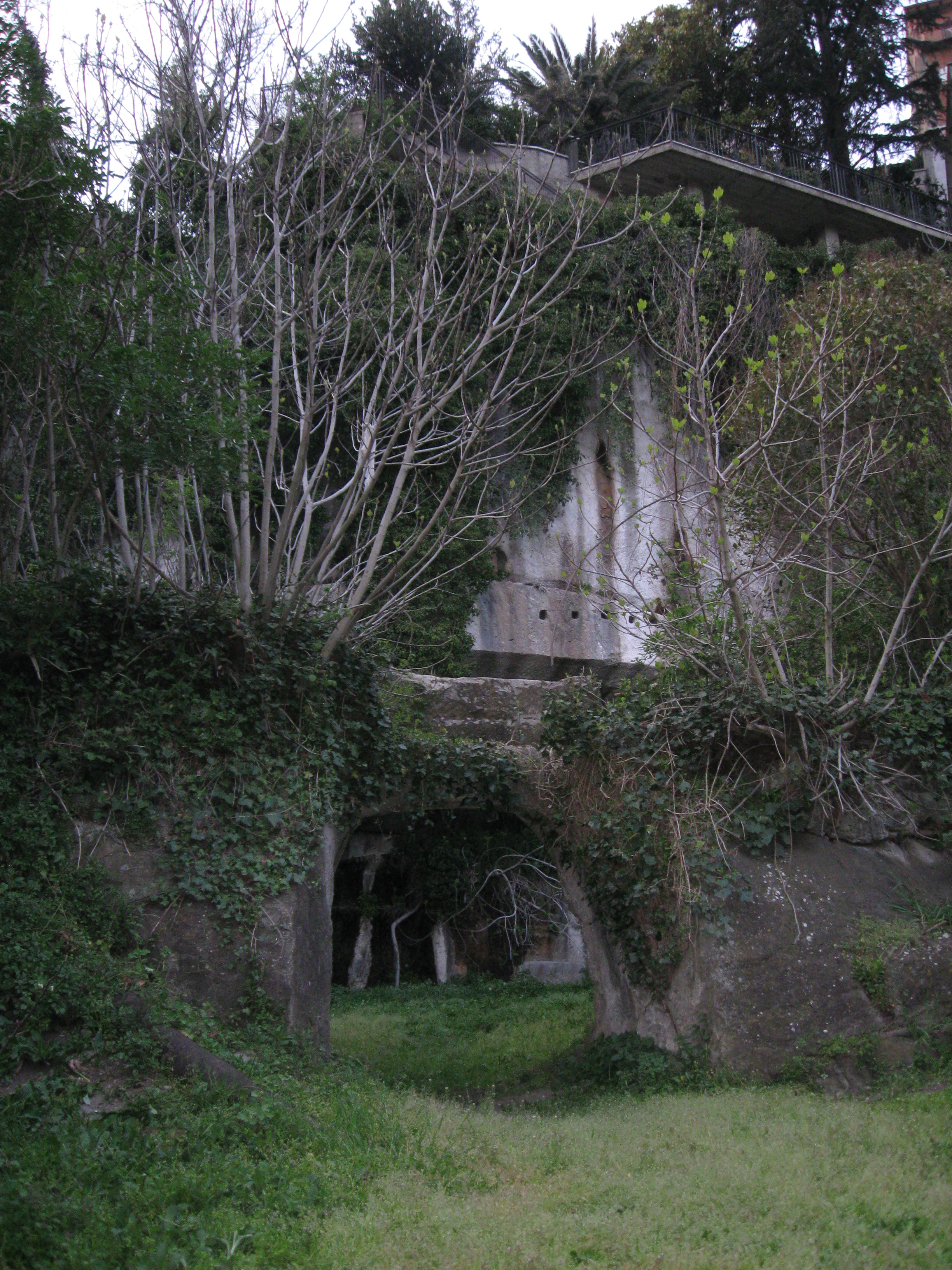
L'ingresso di una cava di peperino dismessa nel parco pubblico del quartiere Acquasanta.

Nel territorio della prima circoscrizione di Marino sono presenti numerose aree di verde pubblico, alcune delle quali sono luoghi di grande interesse naturalistico all'interno del Parco regionale dei Castelli Romani.
La più vasta area verde del centro storico è il Bosco Ferentano o Macchia dell'Intergo, dell'estensione di 22 ettari, ultimo lembo dell'antica folta vegetazione che rivestiva completamente i crinali del Lago Albano. Il Bosco Ferentano è una delle poche zone boschive dei Colli Albani in cui il bosco misto -il cosiddetto bosco Q.T.A., querce, tigli ed aceri- abbia resistito di fronte all'avanzata del castagno introdotto dall'uomo tra Seicento e Settecento, e che copre circa l'80% della superficie boschiva del Parco dei Castelli Romani. La flora del Bosco Ferentano è costituita dall'acero campestre, dal tiglio selvatico, dalla roverella, dall'agrifoglio, dal castagno, dal sambuco nero, dalla berretta del prete, dal nocciolo, dall'olmo e dal borsolo, specie considerata "relitta" nel Lazio. Nel Bosco Ferentano sono inoltre presenti alcuni soggetti arborei particolarmente maestosi, come un tiglio di 26 metri di altezza e 4 metri di diametro, ed un arbusto di alaterno di 4.5 metri di altezza e 45 centimetri di diametro.
Accanto al Bosco Ferentano, nella forra scavata dall'erosione delle acque della marana delle Pietrare -alta in alcuni punti fino a 30 metri- c'è il Barco Colonna, riserva di caccia e di piacere fatta sistemare dalla famiglia Colonna attorno al 1590 con fontane, statue ed un teatro delle acque presso il Caput Aquae Ferentinum. Oggi tutto ciò è andato disperso, e dopo il passaggio di proprietà del Barco nel 1916 al Comune di Marino venne adibito a Parco della Rimembranza. La vegetazioni è sostanzialmente affine a quella del Bosco Ferentano tuttavia nel Barco si presenta una maggiore umidità ed è interessante l'analisi della vegetazione perifluviale composta di carpini, edere, felci, eriche, carici, ranuncoli e trifogli. L'alveo bagnato non supera normalmente un terzo della superficie dell'alveo in piena, con un'altezza media dell'acqua che si aggira tra i 5 ed i 10 centimetri. Il fondo fluviale è composta da ciottoli, massi e limo, con tracce di anaerobiosi.
Presso il Barco Colonna, il comitato di quartiere del quartiere Acquasanta mantiene un'area di verde pubblico attrezzata presso il santuario di Santa Maria dell'Acquasanta, all'interno della quale sono inclusi la Torre ed il fontanile d'Ammonte ed una sorgente d'acqua.
All'interno dell'abitato storico, l'area di verde pubblico più estesa è il parco pubblico di Villa Desideri, edificato nella prima metà del Seicento dalla famiglia Colonna come tenuta di caccia: l'estensione della villa era considerevolmente più grande di quella attuale, delimitata solo negli anni settanta del Novecento dopo l'espansione edilizia del quartiere Villa Desideri. In un documento dell'archivio Colonna datato 1772 si afferma che vi erano contenuti una macchia di castagni, alcune spalliere di lauro, quarantanove olmi, un leccio, un frutteto, quindici alberi indefiniti, 229 ulivi e 40.367 viti: inoltre la palazzina -bombardata dagli anglo-americani nel 1944, ed oggi ricostruita in forme moderne come sede della Biblioteca Comunale Vittoria Colonna- era in cattivo stato ed aveva complessivamente nove stanze su tre piani.
Un'altra tenuta dei Colonna, oggi completamente sostituita dalla moderna espansione urbanistica del quartiere Borgo Garibaldi, erano i Giardini Colonna: di essi sopravvive solo il pregevole casino seicentesco, che è stato abitazione dello scrittore Alberto Moravia e dello scultore Umberto Mastroianni. I Giardini, edificati attorno alla metà del Cinquecento su terreni comunitari, erano ricchi di fontane e giochi d'acqua che ancora nel Settecento suscitarono l'ammirazione degli architetti francesi Charles Percier e Pierre Fontaine.
Al centro di piazza Giuseppe Garibaldi, nel quartiere Borgo Garibaldi, è presente un'altra area di verde pubblico -volgarmente chiamata 'u Giardinacciu- sistemata per il 1990.